# 트리에스테
트리에스테(이탈리아어: Trieste, 라틴어: Tergeste, 독일어: Triest, 슬로베니아어: Trst, 크로아티아어: Trst)는 이탈리아 북동부의 항구 도시이다. 프리울리베네치아줄리아 자치주 및 트리에스테 지역분권기구의 최대 도시 및 행정 중심지이다. 2025년 기준, 인구는 198,668명이다.
트리에스테는 아드리아해와 슬로베니아 사이에 있는 가느다란 이탈리아 영토에 자리 잡은 트리에스테만의 시작 점에 위치했으며,  슬로베니아는 무척 가까워, 동쪽으로 약 8 km (5 mi) 도시에서는 동남쪽 10–15 km (6–9 mi) 지점에 있으며, 크로아티아도 도시에서 남쪽으로 약 30 km (19 mi) 거리에 있다.
도시는 기다란 해안선을 끼고 있고 초원, 숲, 카르스트 지형으로 둘러 싸여 있다.
트리에스테는 트리에스트라는 이름으로 1382년부터 1918년까지 합스부르크 왕조에 속해 있었다. 19세기, 합스부르크는 유럽의 유럽의 강대국 중 하나였고 트리에스테는 합스부르크에 있어 최대 핵심 항구였다. 지중해 지역의 번영하는 무역 중심지로서 트리에스테는 오스트리아-헝가리 제국에서 네 번째로 큰 도시로 성장했다 (빈, 부다페스트, 프라하 다음). 20세기로 넘어가던 시기, 문학과 음악의 중심지로 부상하였다. 트리에스테는 1930년대에 경제적 부흥기를 겪었고, 트리에스테 자유 지구는 제2차 세계대전 종전 후 동구권과 서방권 사이 주요 분쟁지 중 하나였다.
심수항으로 트리에스테는 북부 이탈리아, 독일, 오스트리아, 중부 유럽에 있어 해양 관문이다. 수에즈 운하 및 터키와 연결되고 있어 해양 실크로드의 종착지로 여겨진다. 1960년대 이래로, 트리에스테는 다수의 국제 단체 및 기관들이 위치해 있어 유럽 내 주요 연구지로서 부상했다. 이곳은 중부 유럽과 지중해가 만나는, 라틴, 슬라브, 독일어 문화권이 교차하는 장소에 위치해 있고, 다양한 민족 집단들과 종교 공동체들의 터전이다.
학술 분야에 있어서, 트리에스테는 유럽 내에서 인구당 연구자 비중이 가장 높은 곳이다. Città della Barcolana ("바르콜라나의 도시), Città della bora (보라의 도시"), Città del vento ("바람의 도시"), "바다 옆 비엔나", "커피의 도시" 등은 트리에스테를 묘사하는 데 사용되는 별칭들이다.

## 어원
가장 가능성 높은 기원은 전형적인 베네티어의 접미사 -est-가 있는 켈트어 Tergeste이며 시장을 뜻하는 가상의 일리리아어 단어 *terg- (어원적으로 시장을 뜻하는 알바니아어 treg 와 재현한 언어 슬라브조어 *tъrgъ등과에서 어원이 같음) 비롯했을 것으로 보인다. 로마 시대의 저술가들은 Tergeste를 '테르게스툼'(Tergestum)으로 표기했다 (스트라본에 따르면, 오피둠 테르게스툼의 명칭은 로마 군대가 이 지역 부족들과 치러야만 했던 세 번의 전투("TER GESTUM [BELLUM]")에서 비롯한 것이라고 한다.)

## 역사

### 고대사

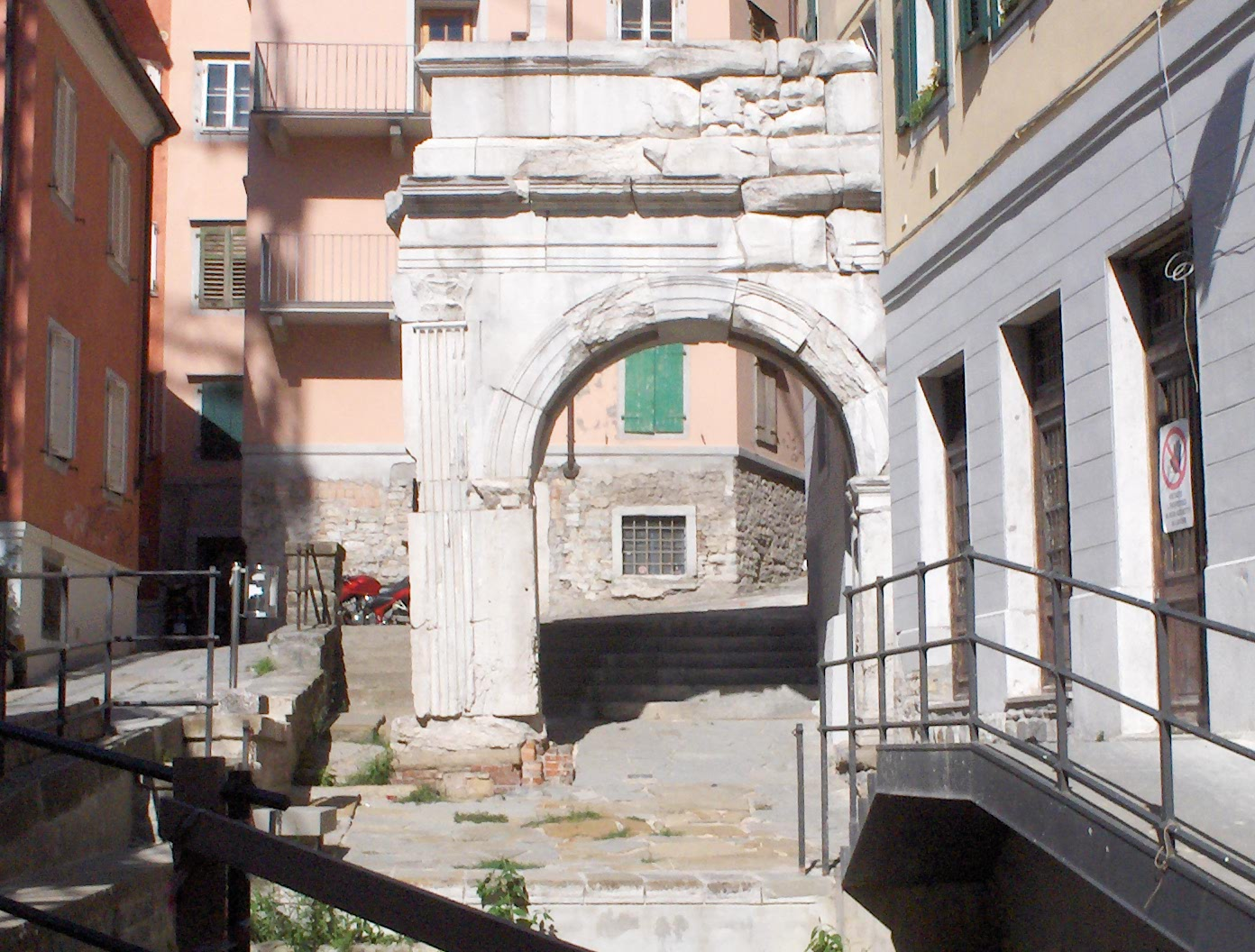
기원전 33-32년에 건설된 로마 시대의 개선문 아르코 디 리카르도

기원전 2천년대 이래로, 트리에스테 지역에는 사람들이 거주해왔다. 본래 일리리아인들의 취락이었던 이곳에 베네티족이 기원전 10-9세기에 진입하였고 '테르게스테'(Tergeste)라는 도시 이름을 부여한 것으로 보이는데, '테르그'(terg*)가 베네티어로 시장을 의미하기 때문이다 (예시로 오데르초의 고대 이름은 오피테르기움(Opitergium)이었다). 이후에, 테르게스테는 동알프스의 부족 중 하나이던 카르니족이 차지하게 되었고, 제2차 이스트리아 전쟁 기간인 기원전 177년에 로마 공화정의 일부가 되었다.
기원전 52년 내륙 지역의 야만족들의 침입을 받은 이후, 기원전 46년까지,  율리우스 카이사르에 의해 로마의 식민시 지위를 부여받았는데, 카이사르는 갈리아 전쟁 시기의 사건들을 기록한 '갈리아 전기'에 이곳의 이름을 '테르게스테'라 기록하였다 (기원전 51년).
제정 기간 로마 이탈리아의 경계는 티마보강에서 포르미오네강 (오늘날 리자나강)으로 옮겨졌다. 로마령 테르게스테는 이 지역 주요 로마 도시였던 아퀼레이아에서 이스트리아로 향하는 위치에 있어 항구로 번영하였으며, 이때의 흔적을 아직까지 찾아볼 수 있다. 아우구스투스 황제는 기원전 33–32년에 도시 주변으로 성벽을 쌓았고, 트라야누스는 2세기에 극장을 세웠다. 같은 시기에, 이곳의 시민들은 푸피니아 (Pupinia) 트리부스를 부여받았다. 기원전 27년, 트리에스테는 아우구스투스의 이탈리아 행정 구역 11개 중 10번째 행정 구역 (Regio X)으로 통합되었다.
초기 기독교 시대 때 트리에스테는 번영을 이어나갔다. 서기 138년과 161년 사이, 구역 확장이 이뤄졌고 인접한 카르니족 및 카탈리족 등은 테르게스테의 주요 인물이자 재무관 (quaestor urbanus)이던 파비우스 세베루스의 청원으로 '로마 원로원과 안토니누스 피우스 황제로부터 로마 시민권을 부여받았다.
로마 제국 당시에 이미 바르콜라 지역에는 발리쿨라 (Vallicula , 작은 협곡)라는 어촌 마을이 존재했다. 건강 시설, 교각, 거대한 정원 등을 포함하여 화려하게 장식된 로마 시대의 빌라 잔해는 바르콜라가 바다와 바로 접해 있고 보라로부터 보호를 받고 있는 적절한 미기후에 있었기에 로마인들 사이에서 휴양을 위한 장소로 이미 이용되고 있었음을 암시한다. 당시에, 대 플리니우스는 비탈에서 경작하던 풀치노의 포도밭 (Vinum Pucinum, 아마 오늘날 '프로세코')을 언급하기도 했다.

### 중세 시대
788년, 트리에스테는 샤를마뉴의 지배권에 들어갔고, 샤를마뉴는 트리에스테를 주교후 관할 하에 두었다가 다시 프리울리 공작들의 소유가 되었다.
13-14세기 기간, 트리에스테는 베네치아 공화국의 해상 무역 경쟁자가 되었으며, 1283–87년 일시적으로 베네치아에 점령되었다가, 아퀼레이아 대주교령의 보호를 받게 되었다. 베네치아에 대한 적대적 행위를 벌이자, 베네치아 측은 1368년 7월경 트리에스테에 전쟁을 선포하였고 11월경 도시를 점령하였다. 베네치아는 도시를 유지하고자 방어 시설 재건에 나섰으나, 1372년 철수해야만 했다. 1381년 토리노 화약에 따라, 베네치아는 트리에스테에 대한 권리를 포기하였고 트리에스테의 지도층 시민들은 오스트리아 공작 합스부르크의 레오폴트 3세에게 트리에스테를 그의 영지로 합병해달라고 청원했다. 자발적 복종 (dedizione)의 협정은 1382년 9월 30일 그라츠의 한 성에서 체결됐다.
트리에스테는 합스부르크의 치하에서 높은 수준의 자치를 유지했으나, 베네치아와 라구사에 비해서 무역 중심지로서 기반을 서서히 하락 중이었다. 1463년, 다수의 이스트리아 공동체가 베네치아에 트리에스테를 공격해달라고 요청했다. 트리에스테는 과거 트리에스테의 주교였던 교황 비오 2세의 개입으로 완전한 파괴를 당하는 데에서는 면해졌다. 허나, 베네치아는 트리에스테의 영토를 도시 밖으로 3km 지점까지 제한하였다. 베네치아는 다시 한번 1468–1469년에 걸쳐 신성 로마 황제 프리드리히 3세에게 공격을 받았다. 그의 트리에스테 약탈을 '트리에스테의 파괴'로 기억되고 있다. 그러고 나서 그는 도시 성벽을 네 차례 복원하였다. 트리에스테는 1470년 겨우 도시에 10k 거리에 떨어진 프로세코를 불태우고 진격하던 오스만 군대가 프리울리로 방향을 향하면서 또다른 약탈을 면했다.

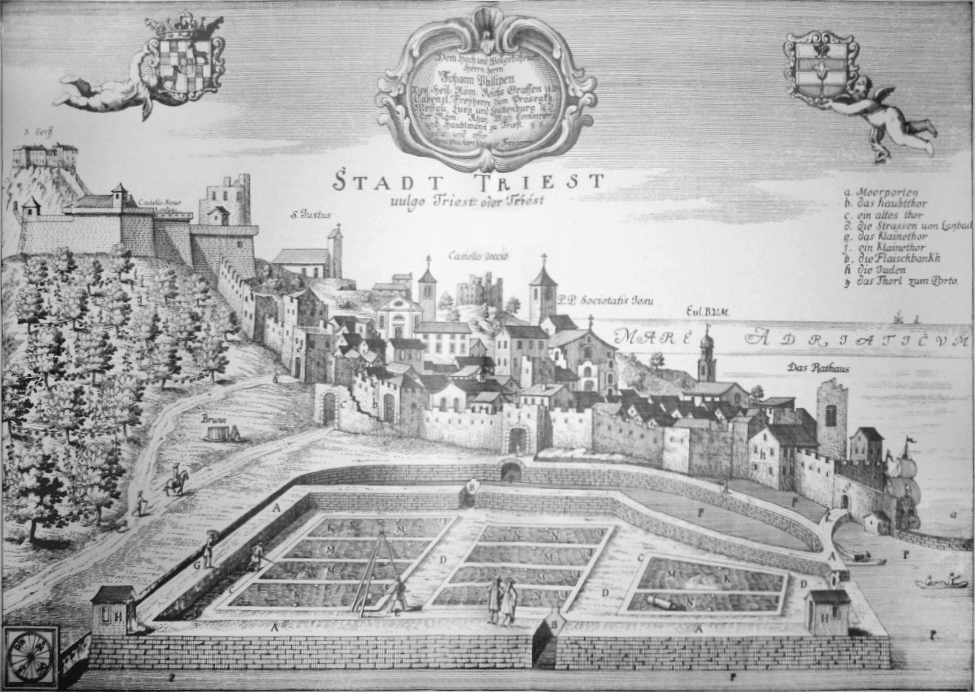
17세기 크라인의 역사가 요한 바이카르트 폰 발바소르가 묘사한 당시 트리에스테

### 근세
1508–16년에 걸친 캉브레 동맹 전쟁 전반기 당시 합스부르크의 베네치아 침공이 실패로 끝나자, 베네치아 측은 1508년 트리에스테를 다시 점령하였고, 강화 조건 하에서 도시를 점거하고 있었다. 그러나, 합스부르크 제국은 분쟁이 재개된 1년이 얼마 안 되어 트리에스테를 회복하였다. 18세기 트리에스테는 오스트리아 측의 중요 항구이자 무역 중심지가 되었다. 1719년, 신성 로마 황제 카를 6세 시기 합스부르크 내에서 자유 항구 지위를 부여받았고 1791년 7월 1일까지 이 지위를 유지했다. 그의 후임자인 마리아 테레지아는 트리에스테의 최전성기의 시작을 알렸다. 세르비아인들은 18, 19세기에 트리에스테에 대거 정착하였고, 이들은 얼마 안 되어 도시 내 영향력과 부를 갖춘 공동체를 갖추었으며, 다수의 세르비아 무역상들은 트리에스테 곳곳에 여러 핵심 사업체를 소유하고 궁전을 건설하기도 했다.

### 19세기

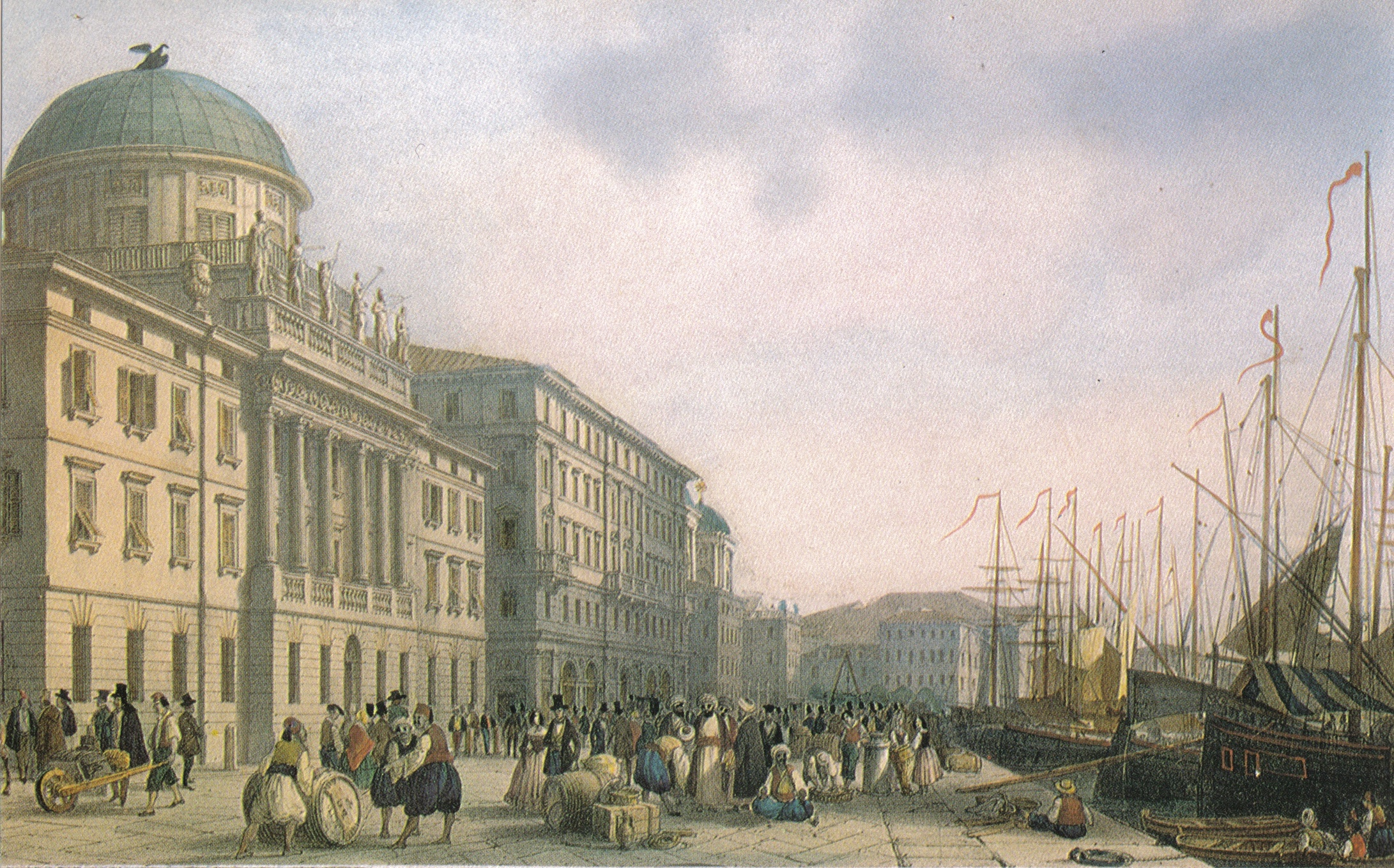
1850년경 카르초티 궁전

이후 수 십년 동안, 트리에스테는 1797년, 1805년, 1809년 등 나폴레옹 전쟁 기간 몇 차례 프랑스 제국 군대에 일시적으로 점령되었다. 1809년부터 1813년까지, 트리에스테는 일리리아 프로뱅스로 합병되며, 자유항 지위가 중단되고 자치권을 상실했다. 자치권은 1813년 오스트리아 제국의 도시로 반환된 이후에도 회복되지 못했다. 나폴레옹 전쟁 이후로, 트리에스테는 경제적 자유가 부여된 지위인 트리에스테 제국 자유 도시(독일어: Reichsunmittelbare Stadt Triest)로서 번영을 유지하였으며, 정치적 자유는 제한되었다. 오스트리아의 중심 항구이자 선박 중심지로서 도시의 역할은 후대 1836년에 상선사인 오스트리아 해운사의 설립으로 더욱 강조되었으며, 상선사의 본사가 그란데 사니타 광장 (오늘날 우니타 디탈리아 광장)의 모퉁이에 위치했었다. 1913년경, 오스트리아 해운사는 총합 236,000 톤에 이르는 62척의 배들을 보유했었다. 1860년 오스트리아 제국의 입헌주의 도입으로, 자치권이 회복되었고, 트리에스테는 오스트리아 연안 지대(독일어: Österreichisches Küstenland)의 수도가 되었다.

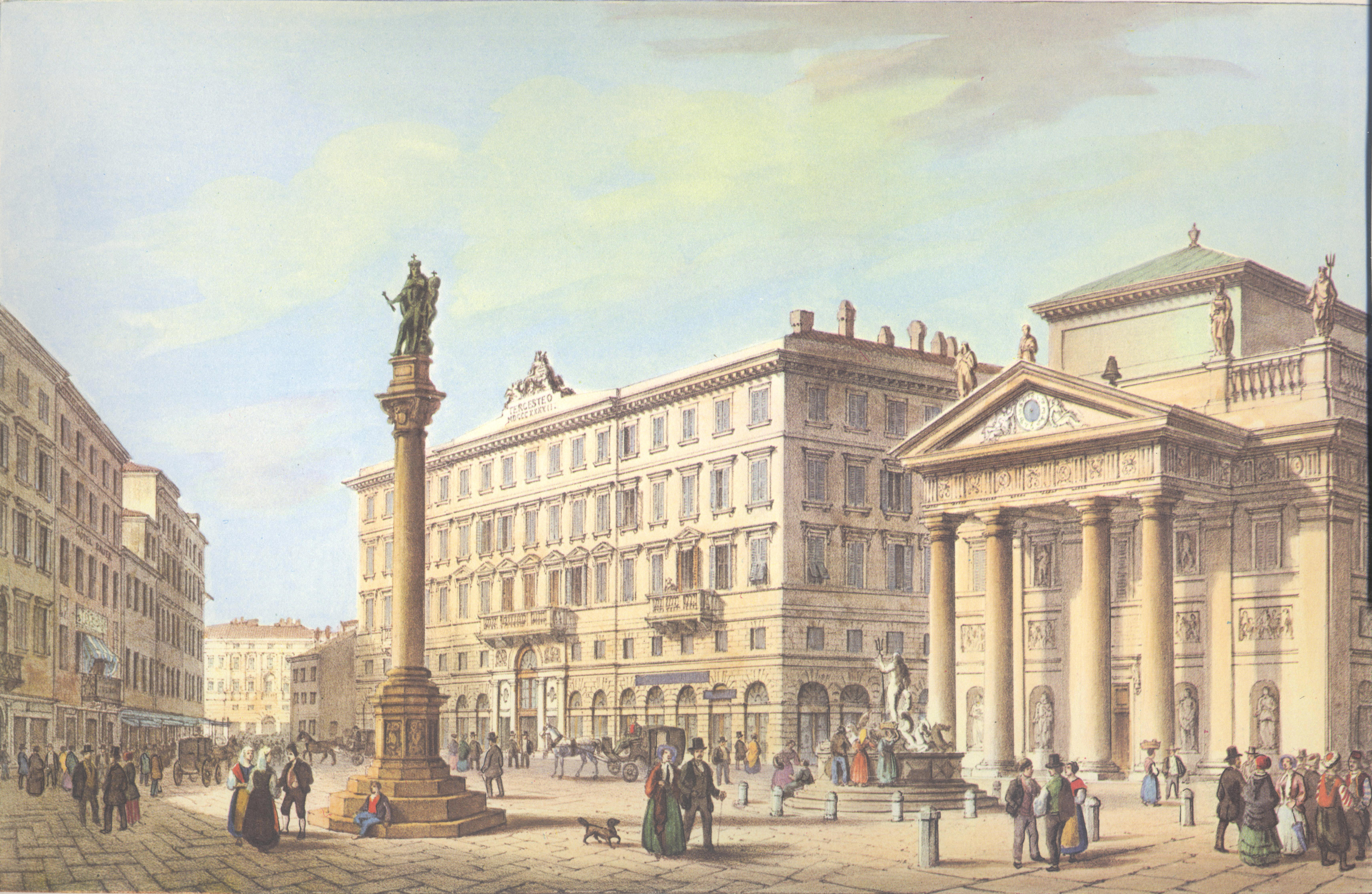
1854년 주식 거래 광장

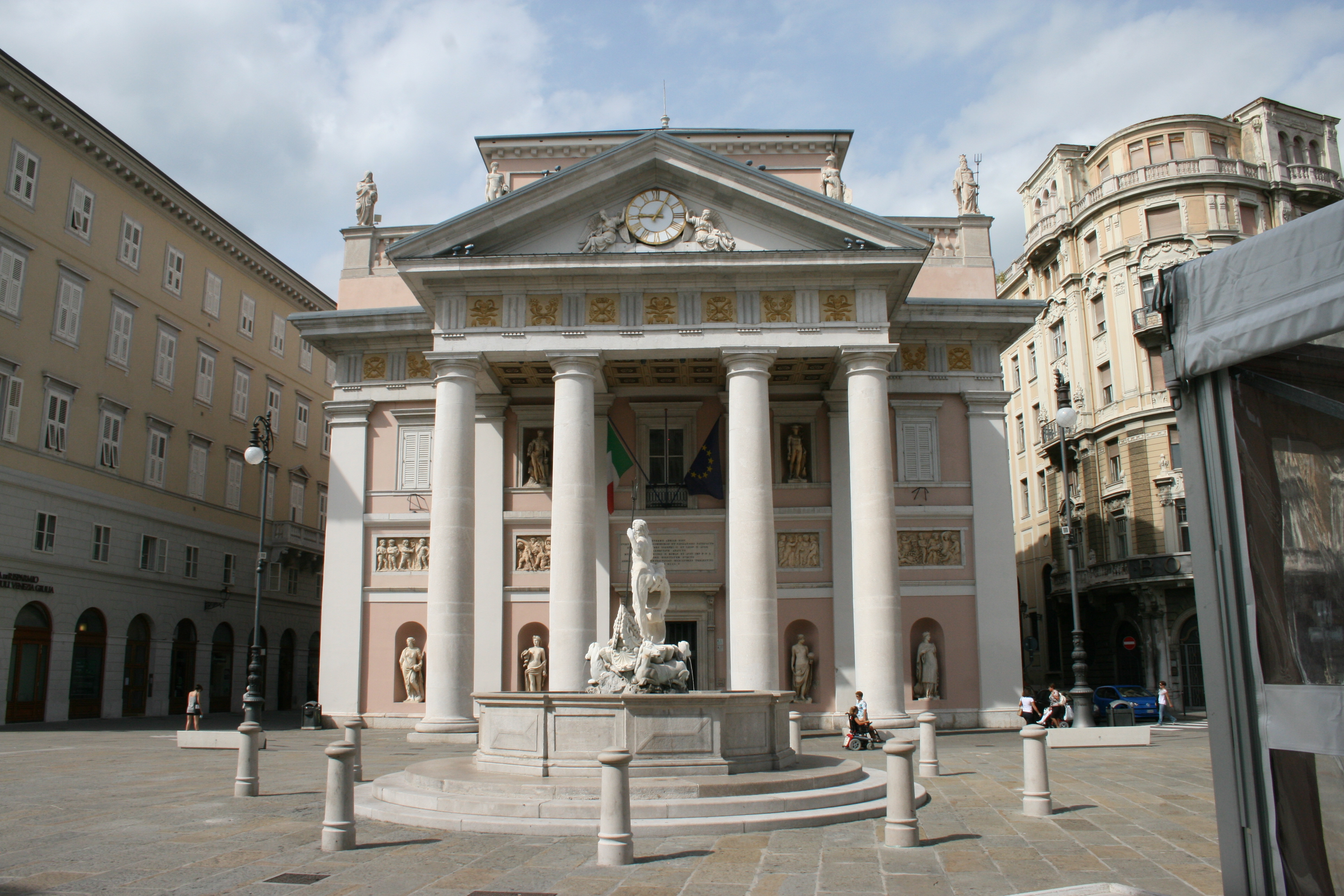
오늘날 트리에스테의 주식 시장

피에몬테 사르데냐 왕국의 교회와 교회 재산에 대한 호전적 정책으로 인해 이탈리아반도의 나머지에서도 반교회주의 기류가 조성됨에 따라, 당시 교황 레오 13세는 거처를 트리에스테 및 잘츠부르크로 옮기는 것을 고려했었다. 하지만, 프란츠 요제프 1세 황제는 이 발상을 거부했다.
리예카(피우메)와 함께, 트리에스테는 주요 현대화 계획이 착수되 20세기 초 당시 오스트리아-헝가리 해군의 주요 기지 역할을 했다. 오스트리아 제국의 초대 주요 철도인 오스트리아 남부 철도의 건설로, 트리에스테는 석탄 교역에 있어 중요한 역할을 얻었다.
트리에스테는 카페 톰마세오의 활동에서 확인되듯 오랜 기간 이탈리아 민족 통일 정서의 근거지이었다. 1882년에 이 감정은 프란츠 요제프 황제가 트리에스테를 방문했을 때 굴리엘모 오베르단 이 그의 암살을 시도하면서 절정에 다다랐다. 오베르단은 체포되어 재판에 보내졌고, 유죄를 선고 받아 결국에 사형에 처해졌다. 그의 행위는 동료 민족 통일주의자들에게 순교의 가치로 여겨졌고, 왕정주의자들에게는 수치로 여겨졌다. 34년 이상을 재위했던 황제는 다시는 트리에스테를 찾지 않았다.

### 20세기
20세기가 시작될 무렵, 트리에스테는 예술가와 철학자들이 자주 방문하는 북적거리는 국제 도시이었다. 제임스 조이스는 1904년과 1915년 사이 장기간 머문 관광객이었다. 조이스는 트리에스테에 기간 'Dubliners'와 'Ulysses'에서 일했다. 그의 제자들에는 이탈로 스베보가 있었고 움베르토 사바가 운영한 서점이 조이스의 아파트 근처에 있었다. 트리에스테에 기반을 둔 다른 작가들에는 클라우디오 마그리스, 얀 모리스, 풀비오 토미차, 엔초 베티차, 수산나 타마로, 에르네스토 네이선 로저스 등 있었다. 지그문트 프로이트, 조프카 크베데르, 드라고틴 케테, 이반 찬카르, 스키피오 슬라타페르 등 역시도 트리에스테와 관련성을 갖고 있다. 트리에스테는 관광 업계에서 사용하는 용어인 '오스트리아 리비에라'의 주요 항구였다.

### 제1차 세계대전, 이탈리아 합병, 파시스트 시대
이탈리아는 제1차 세계 대전 당시 연합국 측에 가담하는 대가로, 오스트리아 연안 지대와 서부 노트란스카를 포함해 상당한 영토를 얻기로 약속받았다. 이에 따라 이탈리아는 1915년 런던 조약 및 이탈리아-유고슬라비아 간 1920년 라팔로 조약 조항에 따라 전쟁 종전 때 트리에스테를 합병하였다.
1920년 7월 이탈리아 파시스트들이 슬로베니아의 문화 중심지들을 불태워버리고 나서 1920년대 후반, 슬로베니아의 반파시즘 군사 단체 TIGR은 트리에스테 중심부에서 몇 차례 폭탄 공격을 가했다. 1930년과 1941년, 파시스트 정권의 국가 안보 특별재판소에 의해 슬로베니아의 활동가들에 대한 두 차례 재판이 트리에스테에서 열렸다. 1920년대와 1930년대 기간, 파시즘 건축 양식으로 일부 기념 건축물들이 세워졌으며, 여기에는 트리에스테 대학교, 거 높이가 70m에 달하는 비토리아 등대 등이 있다. 경제는 1930년대 후반에 향상되었고, 여러 대규모 사회기반시설 사업이 시행되었다.

### 제2차 세계 대전과 종전 이후

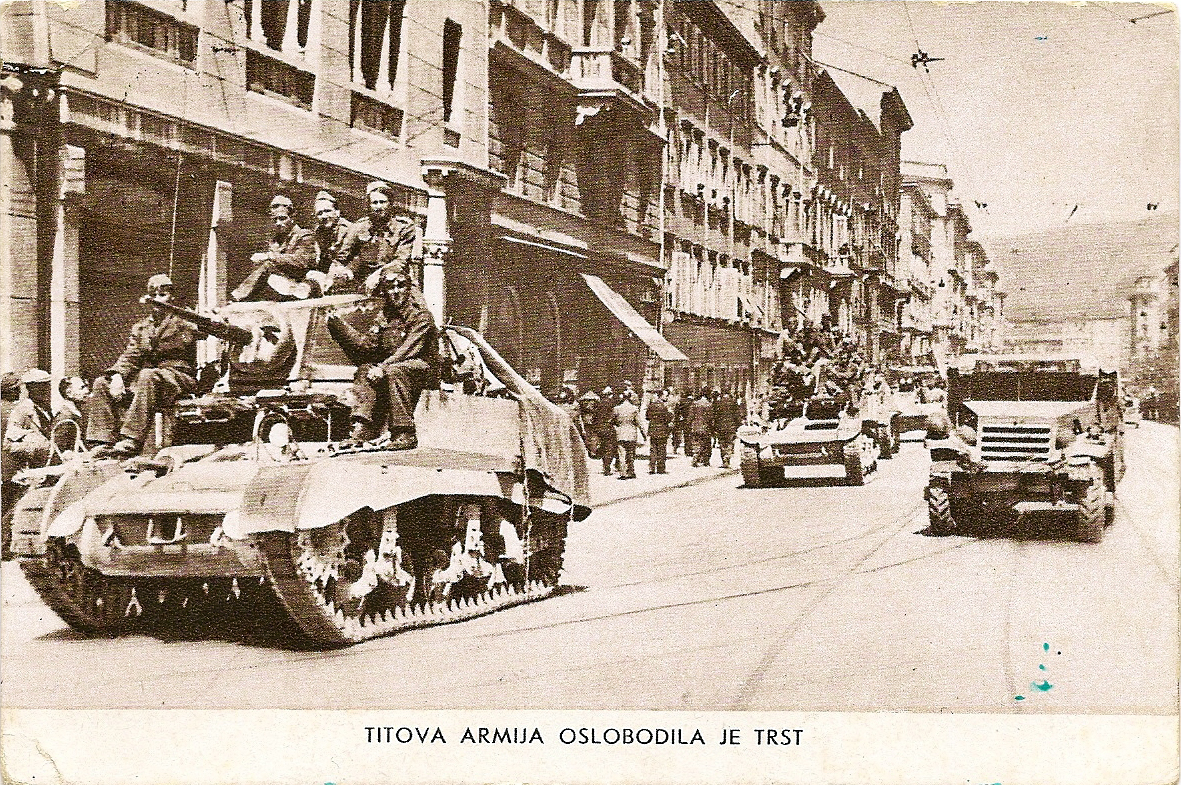
트리에스테로 진입하는 유고슬라비아 군대 (문구: "트리에스테를 해방시키는 티토)

슬로베니아의 3분할이 이뤄지고 나서, 1941년 겨울을 시작으로, 최초의 슬로베니아 파르티잔들이 트리에스테 지역에서 등장하였으며, 그럼에도 1943년 말까지는 도시 자체 내에서 저항 운동이 이뤄지지는 못했다.
1943년 9월 이탈리아 휴전 협정이 체결된 뒤, 트리에스테는 독일 국방군에 점령되었다. 트리에스테는 명목상 새롭게 건국된 이탈리아 사회 공화국의 일부였으나, 사실상 독일에 의해 지배되었고, 독일은 옛 이탈리아 북동부 지역들을 아드리아 연해지 작전 구역으로 설정했는데, 트리에스테는 이곳 행정의 중심지이었다. 이 새롭게 만들어진 행정 구역은 최고 위원장으로 임명된 케르텐의 대관구지휘자 프리드리히 라이너가 이끌었다. 외관 상의 이탈리아 통치는 트리에스테의 시장이던 체사레 파니니가 계속 이어나갔으나, 모든 민간 행정관에게 독일인 고문(Deutsche Berater) 형태의 최고 위원장이 배정되었다. 독일 점령기 당시, 이탈리아 영토 내 화장터를 갖춘 유일한 강제 수용소가 1944년 4월 4일 트리에스테 교외 지역 리시에라 디 산 사바에 건설되었다. 1943년 10월 20일부터, 1944년 봄까지, 유대인과 파르티잔 등 약 25,000명이 리시에라에서 심문 및 고문을 당했다. 이 중 3,000-4,000명이 이곳에서 총살 및 구타로 인해 죽거나, 가스실에서 사망했다. 이곳에 수용된 대부분 이는 다른 강제 수용소로 옮겨지기 전에 투옥되던 자들이었다.
트리에스테는 이탈리아 및 유고슬라브 파르티잔들의 격렬한 활동이 벌어지던 곳이었고, 정유소, 항구, 조차장 등을 목표로 하였지만 도시에 상당한 전반적 피해와 651명의 사망을 야기했던 1944년–1945년간 20회가 넘는 연합군의 공중 폭격의 피해를 입었다. 최악의 공격은 1944년 6월 10일에 벌어졌는데, 당시 40대의 미국 육군 항공대 폭격기가 정유 시설을 목표로 하며 100톤의 폭탄을 투하한 것이 건물 250채 파괴와 700명에서 463명 사이의 피해자를 야기했다.

#### 유고슬라브 군대 점령기

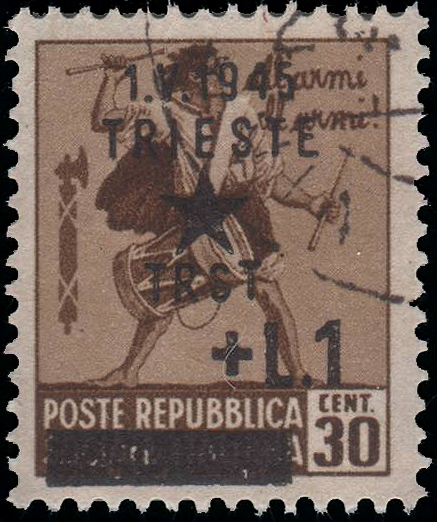
유고슬라브 해방 문구가 덧인쇄된 이탈리아 사회 공화국의 우표

1945년 4월 30일, 슬로베니아와 이탈리아의 반파시즘 단체인 오스보보딜나 프론타 (Osvobodilna fronta, OF)와, 에도아르도 마르차리 및 안토니오 폰다 사비오 등의 민족해방위원회 등은 약 자원병 3,500명을 구성하여, 나치 점령자들에 대한 폭동을 사주했다. 5월 1일 연합국의 구성국인 유고슬라비아 파르티잔의 제8 달마티아 군단은 법원, 산주스토성 같은 곳을 제외하면 도시의 대부분을 점령하였으며, 앞서 언급한 곳들에서 독일군은 전쟁 중에 독일 및 이탈리아 포로들을 총살한다는 것으로 알려진 파르티잔들의 소문 때문에 항복을 거부하고 있다가 뉴질랜드 병력 측에 항복했다. 프라이버그 장군 휘하의 제2 뉴질랜드 사단은 아드리아해의 북쪽 해안가 주변 14번 경로를 통해 트리에스테로 진격을 계속했고 다음 날 도시에 도착했다. 독일군은 5월 2일 저녁 밤에 항복했지만, 유고슬라비아군 측에 넘겨졌다.
유고슬라비아는 6월 12일까지 도시의 완전한 통제권을 가졌으며, 이 시기는 이탈리아 역사계에서 '트리에스테의 40일'로 알려져 있다. 이 기간에, 수백 명의 이탈리아 현지인들과 반공산주의 슬로베니아인들이 유고슬라비아 당국에 체포되었고, 이 중 많은 이들은 다시 돌아오지 못했다. 일부는 유고슬라비아 포로 수용소 (특히 보로우니차에 위치한 곳)에 억류되었고, 그 외는 크라스에서 살해당했다. 영국의 육군원수 해럴드 알렉산더는 유고슬라비아의 군사 점령을 비판하며, "티토 원수의 군대를 통한 그의 주장을 이룩하려는 명백한 의도는 ...모든 것이 몹시나 히틀러, 무솔리니, 일본 등을 연상시킨다. 우리가 이 전쟁에서 싸우고 있던 것은 그런 행위를 막는 것이었다."라고 발언했다. 이 격렬한 시기 동안에, 트리에스테는 정치·행정 체제의 전면적인 재편을 겪었으며, 주요 인물 (이손초 전선이 유고슬라비아의 목표에서 얼마나 중요한지를 보여주는 하나의 징표인 에드바르 카르델리 포함)들이 배치되어 있던 유고슬라비아 제4군단은 점령 지역에 임시 군사 사령부를 세웠다. 이곳의 위태로운 지위를 완전하게 이해하고 있던, 유고슬라브 사령부는 이곳을 차지하기 위한 큰 노력을 들였고, 트리에스테에 있던 버나드 프라이버그 장군의 제2 뉴질랜드 사단의 주둔에 맞서기도 했으며, 이들의 존재는 실제로도 마찬가지로 전후에 이 항구도시에 대한 주권 및 통제권 주장을 약화시킬 수 있었다. 언론인 Cox는 이에 대해 '냉전 최초의 주요 대립'이자 '연합군들 사이에 경계가 합의되지 않은 유럽의 모퉁이'라 하였다.. 이 때문에, 탄유그의 한 공보는 다음과 같이 발표했다: "트리에스테, 몬팔코네, 고리치아 등의 항구 도시 등은 앞서 언급한 사단 (뉴질랜드 사단)에 점령될 수 없으며, 이 도시들은 이미 ...유고슬라비아 군대...에 해방되었기 때문이다. 일부 연합군 우리의 허가 없이 앞서 언급한 도시들에 진입했다는 것도 사실이며 이 오해가 상호 합의에 의해 신속히 해결되지 않는다면 바람직하지 않은 결과를 초래할 수 있다."

#### 불확실 속의 도시 (1945년–1947년)
유고슬라비아의 지도자 요시프 브로즈 티토와 육군원수 알렉산더 간 합의가 이뤄지고 난 뒤, 유고슬라비아 병력은 트리에스테에서 철수했고, 영국-미국 군사 행정부 치하에 들어오게 되었다. 베네치아줄리아는 영미 군사 행정부 및 유고슬라비아 군사 행정부 간의 모건 라인을 통해 분할되었다가 1947년 9월 파리 조약에 따라 트리에스테 자유 지구가 설치됐다. 트리에스테의 운명을 사실상 바꾼 결정적인 전환점은 이미 마련되어 있었으며, 훗날 트루먼 독트린이라 명명된 트루먼 대통령의 조항은 현상 유지를 확정지었고, 이는 앞서 언급한 조약에서 비로소 형식화되었는데 이는 유고슬라비아의 요구, 이탈리아의 주장, 그리고 아드리아해와 동유럽 전반에 대한 국제적 목표 사이에서 신중하게 균형을 맞춘 결과물이었다. 곧장 그리고 심지어는 이 합의가 체결되기 이전부터 정부 구조에 대한 의문이 재기되었고, 이탈리나나 유고슬라비아 양측이 공동 정부를 인정하려 하지 않았다. 초창기, 새롭게 설린된 연합군의 군정 (AMG)은 특히 교외 지역을 중심으로 하여 뿌리를 내린 공산주의자들의 존재로 인해서 새롭게 편성된 행정 구역 (이탈리아계가 다수인 트리에스테, 고리치아, 폴라 등)에 대해 자신들의 권위를 행사하는 것이 어렵다는 것을 알게 되었다. 이러한 상황은 연합군 군정 측에 관할 구역에 대한 사법을 집행하고 법과 질서를 재확립할 수 있는 전권을 부여한, 이탈리아와의 공식 평화 조약이 체결될 때까지 변하지 않았다. 민중들의 의용군을 철폐한, 군정청은 영미식 경찰을 모델로 하여 현지인들로부터 보통 경찰 병력을 모집하였다. 이 사법권 행사는  다음과 같이 구체화되었다 : 제1호 포고령에 따라 3단계 법원이 설치되었는데, 경범죄에 대한 관할권을 가진 '간이군사법원'(Summary Military Courts), 10년 이하의 징역형을 선고할 수 있는 '상급군사법원'(Superior Military Courts), 그리고 사형을 선고할 수 있는 '일반군사법원'(General Military Court)이었다. 이탈리아 왕국의 법전을 모델로 한 민간 법원들은 제6호 일반명령에 따라 1945년 7월 12일에 재설립되었으나, 슬로베니아 소수 집단에게는 자신들의 언어로 진술권과 재판 절차를 진행할 권리가 부여되었다.

### 트리에스테 자유 지구의 A 구역 (1947–54년)

트리에스테와 A/B 구역

1947년, 트리에스테는 국제 연합의 보호 하에서 트리에스테 자유 지구라는 이름의 독립 도시 국가로 선포되었다. 이 국가는 1945년에 설립된 모건 라인을 따라 A와 B 구역으로 구분되었다.
1947년부터 1954년까지, A 구역은 제88 보병 사단의 지휘관이었던 브라이언트 무어 소장이 이끄는 트리에스테 미합중군, 테런스 에어리 경이 이끄는 '트리에스테 영국 주둔군'(British Element Trieste Forces, BETFOR)으로 이뤄진 연합군 군정청이 주둔 및 관리하고 있었으며, 미국과 영국 사령관이 공동 사령관이자 군정청장으로 있었다.

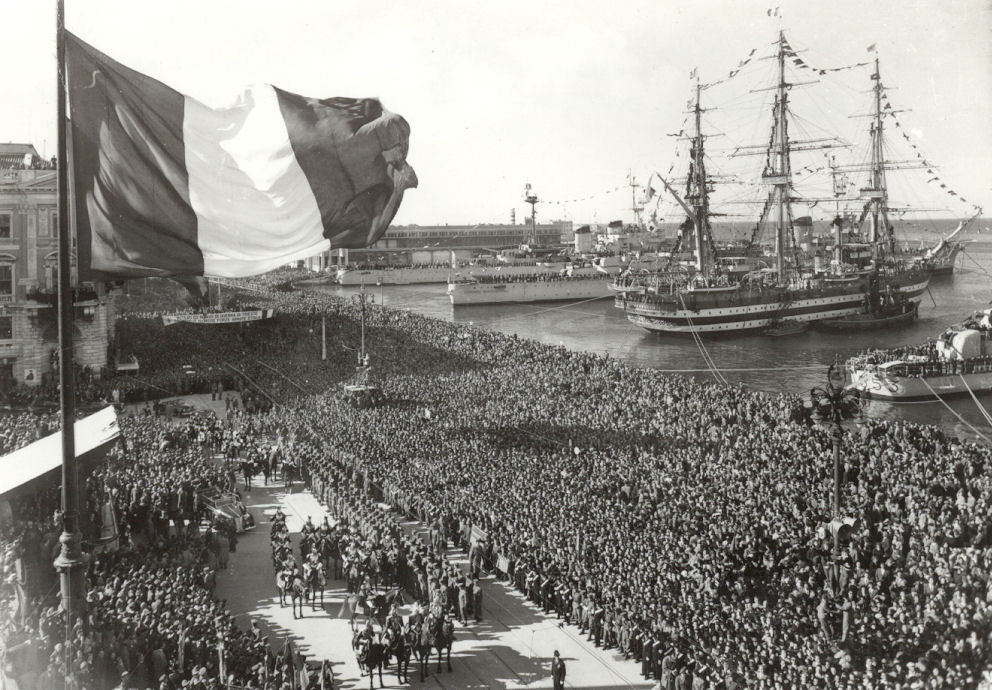
1954년 11월 4일, 트리에스테의 이탈리아 복귀를 환호하는 관중

A 구역은 무지아 남쪽의 작은 어촌 마을 네 곳 (아래 참조)을 제외하면, 현재 이탈리아의 트리에스테도와 거의 정확하게 일치하며, 마을 네 곳은 1954년 자유 지구 해체 이후 유고슬라비아에 할양되었다. 당시 유고슬라비아 인민군의 대령이던 밀로시 스타마토비치의 관할권 하에 있던 B 구역은 미르나강과 데벨리 르티치 곶 사이 이스트라 반도의 최북서단 지역으로 이뤄져 있었다.
1954년, 런던 각서에 따라, 트리에스테를 포함한 A 구역의 대부분은 이탈리아에에 귀속되고, B 구역 및 A 구역의 마을 네 곳 (플라비에, 스포드니에슈코피예, 흐르바티니, 엘레리) 등은 유고슬라비아의 일부가 되어, 슬로베니아와 크로아티아 등에 분할되었다. 유고슬라비아와의 최종 국경선 및 분할 지역 내 소수 민족 집단들의 지위 등은 1975년 오시모 조약으로 상호 합의가 이뤄졌다. 이 경계는 현재 이탈리아와 슬로베니아 간 국경을 이루고 있다.

## 지리
트리에스테는 슬로베니아와 국경 근처 이탈리아 북동쪽에 있는 아드리아해의 최북단에 위치했다. 이 도시는 트리에스테만에 존재하고 있으며, 비탈에 대부분이 세워진 트리에스테의 도심은 크라스에서 바다 쪽으로 급격히 내려오는 웅장한 절벽(단애) 아래에 자리하고 있다.   도시의 경계를 이루고 있는 카르스트 언덕은 해발 458 미터 (1,503 피트)에 이른다. 트리에스테 이탈리아 지리 지역과 발칸반도, 미텔로이로파 지역이 접하는 곳에 존재한다.

### 기후

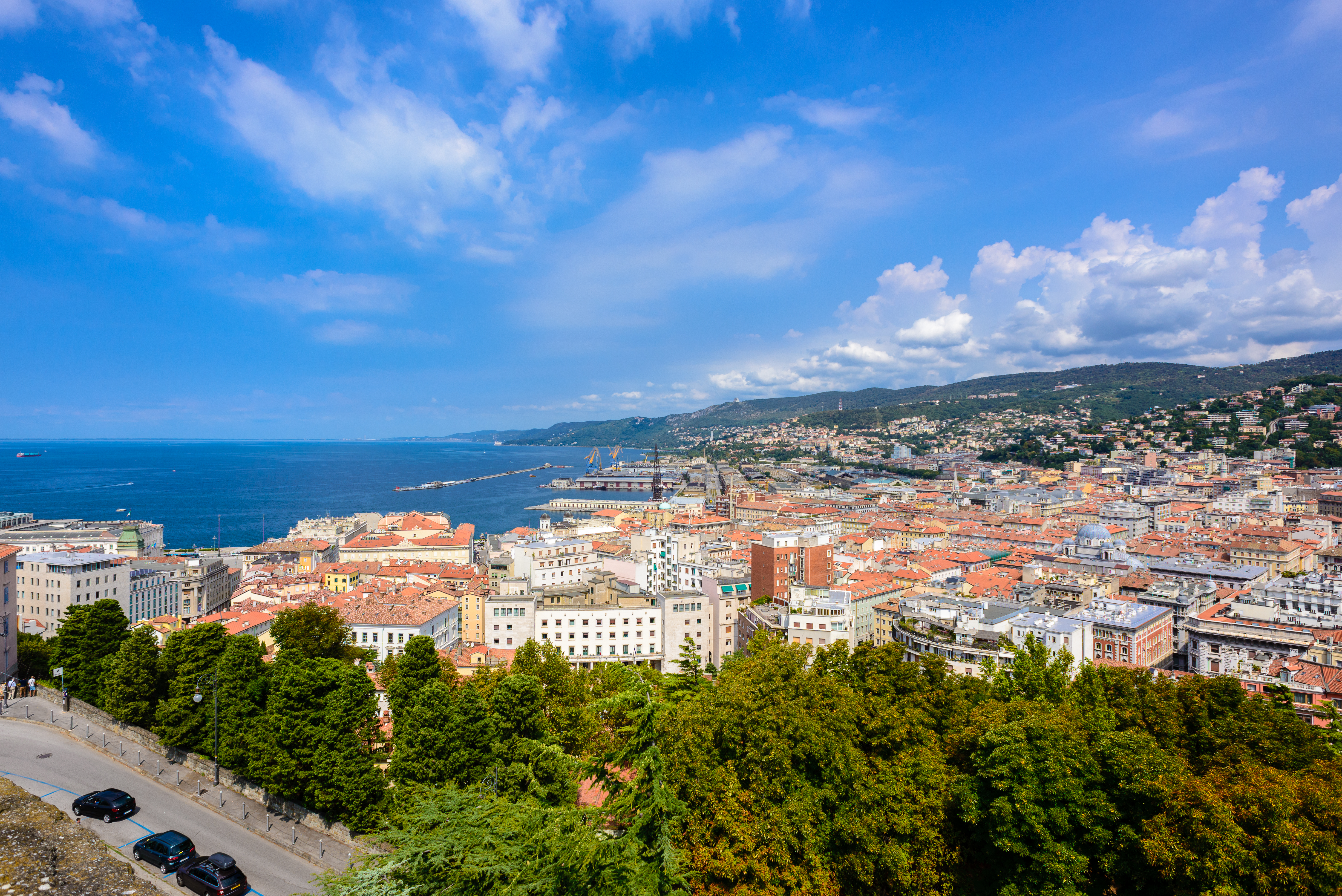
트리에스테 전경

트리테스테의 기후는 서늘한 겨울과 뜨거운 여름을 띠는 온난 습윤 기후 (쾨펜 기후: Cfa, 트레와다 기후: Cf)를 띤다. 평균적으로, 상대적 습윤 정도는 낮으며 (~ 65%), 세 달 동안 (1월, 3월 7월)만 예상 강우가 60 mm (2 in) 보다 살짝 적게 내린다.
이스트라반도처럼 트리에스테는 강우가 연중 900 mm (35 in) 이상 고르게 내리며, 실질적인 여름 가뭄이 발생하지 않는 것으로 알려져 있다. 눈은 연평균 이틀 내린다.
겨울철 최고 기온은 지중해 지역 평균보다 낮은 편이다. 두 가지 기본 날씨가 번갈아 일어나며, '보라'라는 북서풍이 일으키는 맑고, 바람이 강하며, 추운 날씨 및 기온이 약 6 to 11 °C (43 to 52 °F) 정도인 비 오는 날씨이다.
여름은 최고 기온이 29 °C (84 °F) 최저 기온이 20 °C (68 °F) 이하로 매우 따뜻하며, 따뜻한 바닷바람의 영향을 받아 밤에도 따뜻한 편이다. 지난 30년간 최고 기온은 2020년의 40.1 °C (104 °F)이며, 최저 기온은 1996년의 −7.9 °C (18 °F)이었다.
트리에스테 기후는 미국 농무부(USDA)의 내한성 구역 구분에 따르면 8a–10a 구역으로 분류되며, 빌라 오피치나 (Villa Opicina, 해발 320- 420m)를 비롯한 고지대 교외는 8a에 속하고, 아드리아해 인근의 보호되고 바람이 막힌 계곡 지역은 10a에 속한다.
트리에스테의 기후는 매우 건조하고 대개 서늘한 북풍-북동풍의 활강풍인 보라의 영향을 크게 받을 수 있으며, 며칠 동안 계속될 수 있고 항만 부두에서는 140 km/h (87 mph)에 달하는데, 이로 인해 때때로 기온이 영하로 떨어지기도 한다.
| 트리에스테 (1991년~2020년)의 기후                 | 트리에스테 (1991년~2020년)의 기후 | 트리에스테 (1991년~2020년)의 기후 | 트리에스테 (1991년~2020년)의 기후 | 트리에스테 (1991년~2020년)의 기후 | 트리에스테 (1991년~2020년)의 기후 | 트리에스테 (1991년~2020년)의 기후 | 트리에스테 (1991년~2020년)의 기후 | 트리에스테 (1991년~2020년)의 기후 | 트리에스테 (1991년~2020년)의 기후 | 트리에스테 (1991년~2020년)의 기후 | 트리에스테 (1991년~2020년)의 기후 | 트리에스테 (1991년~2020년)의 기후 | 트리에스테 (1991년~2020년)의 기후 |
| 월                                                | 1월                               | 2월                               | 3월                               | 4월                               | 5월                               | 6월                               | 7월                               | 8월                               | 9월                               | 10월                              | 11월                              | 12월                              | 연간                              |
| ------------------------------------------------- | --------------------------------- | --------------------------------- | --------------------------------- | --------------------------------- | --------------------------------- | --------------------------------- | --------------------------------- | --------------------------------- | --------------------------------- | --------------------------------- | --------------------------------- | --------------------------------- | --------------------------------- |
| 역대 최고 기온 °C (°F)                            | 18.2 (64.8)                       | 18.2 (64.8)                       | 23.8 (74.8)                       | 29.8 (85.6)                       | 32.2 (90.0)                       | 36.8 (98.2)                       | 37.4 (99.3)                       | 38.0 (100.4)                      | 33.8 (92.8)                       | 30.8 (87.4)                       | 24.4 (75.9)                       | 18.7 (65.7)                       | 38.0 (100.4)                      |
| 일평균 최고 기온 °C (°F)                          | 9.0 (48.2)                        | 9.7 (49.5)                        | 13.5 (56.3)                       | 17.7 (63.9)                       | 22.3 (72.1)                       | 26.5 (79.7)                       | 29.1 (84.4)                       | 29.1 (84.4)                       | 24.3 (75.7)                       | 19.1 (66.4)                       | 14.3 (57.7)                       | 10.2 (50.4)                       | 18.7 (65.7)                       |
| 일일 평균 기온 °C (°F)                            | 6.3 (43.3)                        | 6.7 (44.1)                        | 10.0 (50.0)                       | 14.0 (57.2)                       | 18.5 (65.3)                       | 22.6 (72.7)                       | 25.0 (77.0)                       | 25.0 (77.0)                       | 20.5 (68.9)                       | 15.9 (60.6)                       | 11.5 (52.7)                       | 7.5 (45.5)                        | 15.3 (59.5)                       |
| 일평균 최저 기온 °C (°F)                          | 4.2 (39.6)                        | 4.2 (39.6)                        | 7.1 (44.8)                        | 10.6 (51.1)                       | 14.9 (58.8)                       | 18.9 (66.0)                       | 21.0 (69.8)                       | 21.2 (70.2)                       | 17.2 (63.0)                       | 13.2 (55.8)                       | 9.2 (48.6)                        | 5.3 (41.5)                        | 12.3 (54.1)                       |
| 역대 최저 기온 °C (°F)                            | −6.8 (19.8)                       | −7.2 (19.0)                       | −6.4 (20.5)                       | 1.2 (34.2)                        | 0.0 (32.0)                        | 8.4 (47.1)                        | 10.0 (50.0)                       | 11.0 (51.8)                       | 9.2 (48.6)                        | 0.0 (32.0)                        | −1.3 (29.7)                       | −7.3 (18.9)                       | −7.3 (18.9)                       |
| 평균 강수량 mm (인치)                             | 51.5 (2.03)                       | 64.7 (2.55)                       | 56.6 (2.23)                       | 69.4 (2.73)                       | 80.9 (3.19)                       | 74.9 (2.95)                       | 55.6 (2.19)                       | 74.9 (2.95)                       | 108.3 (4.26)                      | 113.3 (4.46)                      | 117.5 (4.63)                      | 82.5 (3.25)                       | 950.1 (37.42)                     |
| 평균 강설량 cm (인치)                             | 1.0 (0.4)                         | 1.4 (0.6)                         | 0.6 (0.2)                         | 0.0 (0.0)                         | 0.0 (0.0)                         | 0.0 (0.0)                         | 0.0 (0.0)                         | 0.0 (0.0)                         | 0.0 (0.0)                         | 0.0 (0.0)                         | 0.0 (0.0)                         | 0.9 (0.4)                         | 3.9 (1.6)                         |
| 평균 강수일수 (≥ 1.0 mm)                          | 6.33                              | 6.41                              | 6.03                              | 8.34                              | 8.50                              | 7.63                              | 5.80                              | 6.55                              | 7.79                              | 8.97                              | 10.46                             | 7.69                              | 90.5                              |
| 평균 강설일수                                     | 1.2                               | 1.0                               | 0.6                               | 0                                 | 0                                 | 0                                 | 0                                 | 0                                 | 0                                 | 0                                 | 0                                 | 0.7                               | 3.5                               |
| 평균 상대 습도 (%)                                | 67.54                             | 65.35                             | 63.31                             | 63.82                             | 64.70                             | 64.76                             | 62.19                             | 62.98                             | 64.60                             | 68.51                             | 69.75                             | 66.96                             | 65.37                             |
| 평균 이슬점 °C (°F)                               | 0.3 (32.5)                        | 0.1 (32.2)                        | 2.7 (36.9)                        | 6.7 (44.1)                        | 11.3 (52.3)                       | 15.2 (59.4)                       | 16.8 (62.2)                       | 16.9 (62.4)                       | 13.1 (55.6)                       | 9.7 (49.5)                        | 6.0 (42.8)                        | 1.3 (34.3)                        | 8.3 (47.0)                        |
| 평균 월간 일조시간                                | 102.3                             | 124.7                             | 155.4                             | 177.0                             | 231.6                             | 250.1                             | 297.9                             | 272.3                             | 200.9                             | 148.0                             | 97.9                              | 90.3                              | 2,148.4                           |
| 평균 자외선 지수                                  | 2                                 | 3                                 | 5                                 | 6                                 | 8                                 | 9                                 | 9                                 | 8                                 | 7                                 | 5                                 | 3                                 | 2                                 | 6                                 |
| 출처 1: 미국 해양대기청 (일조시간: 1981년~2010년) |                                   |                                   |                                   |                                   |                                   |                                   |                                   |                                   |                                   |                                   |                                   |                                   |                                   |
| 출처 2: Weather Atlas (강설)Nomadseason(자외선)   |                                   |                                   |                                   |                                   |                                   |                                   |                                   |                                   |                                   |                                   |                                   |                                   |                                   |

## 행정

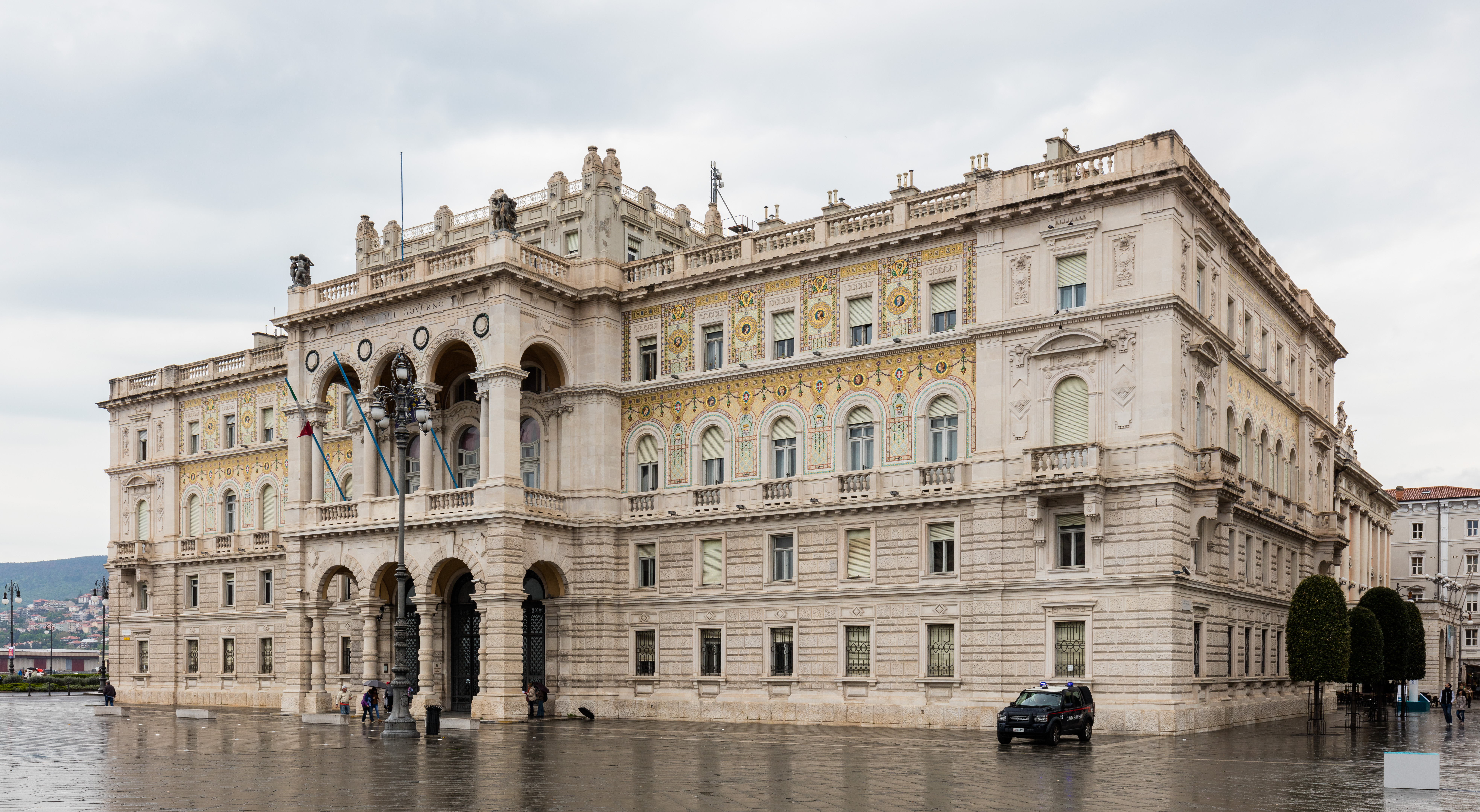
청사

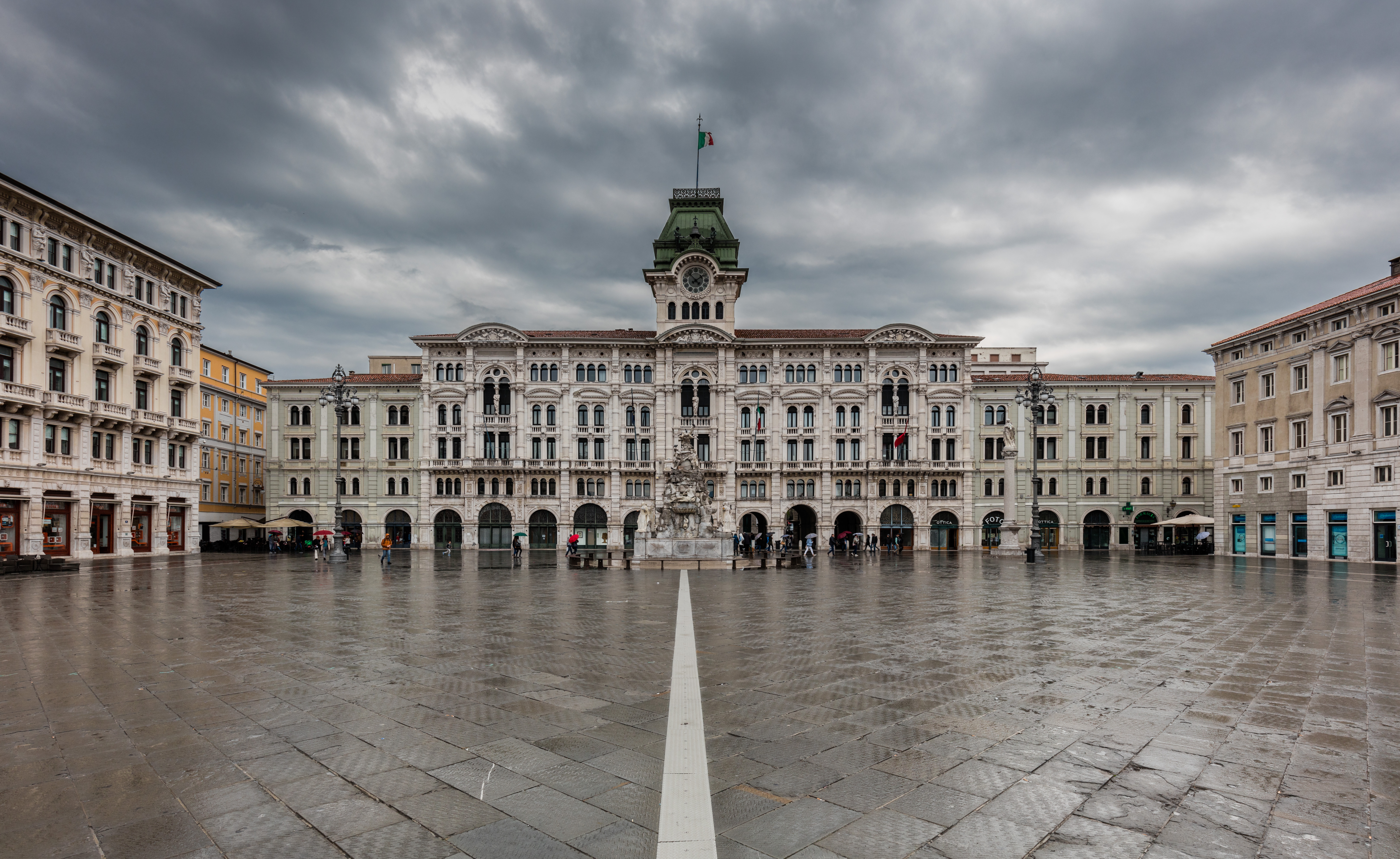
트리에스테 시청

1949년 이후 트리에스테 시장:
| 시장              | 임기 시작       | 임기 종료       |  | 정당 |
| ----------------- | --------------- | --------------- |  | ---- |
| 잔니 바르톨리     | 1949년          | 1957년          |  | DC   |
| 마리오 프란칠     | 1957년          | 1967년          |  | DC   |
| 마르첼로 스파치니 | 1967년          | 1978년          |  | DC   |
| 마닐로 체코비니   | 1978년          | 1983년          |  | LpT  |
| 아르두이노 아녤리 | 1983년          | 1985년          |  | PSI  |
| 프랑코 리케티     | 1985년          | 1986년          |  | DC   |
| 줄리오 스타피에리 | 1986년          | 1988년          |  | LpT  |
| 프랑코 리케티     | 1988년          | 1992년          |  | DC   |
| 줄리오 스타피에리 | 1992년          | 1993년          |  | LpT  |
| 리카르도 일리     | 1993년 12월 5일 | 2001년 6월 24일 |  | Ind  |
| 로베르토 디피아차 | 2001년 6월 24일 | 2011년 5월 30일 |  | FI   |
| 로베르토 코솔리니 | 2011년 5월 30일 | 2016년 6월 20일 |  | PD   |
| 로베르토 디피아차 | 2016년 6월 20일 | 현직            |  | FI   |

### 행정 구역

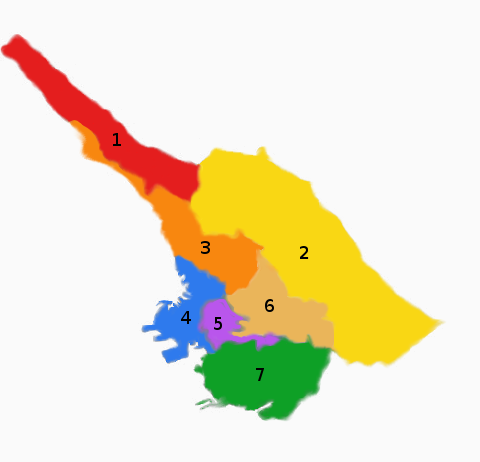
트리에스테의 일곱 구역

트리에스테는 행정적으로 일곱 구역으로 구분되며, 다시 일곱 구역은 추가적인 세부 구역 (frazioni)으로 구분된다:
1. '알티피아노 오베스트'(Altipiano Ovest)': 보르고 산 나차리오(Borgo San Nazario) · 콘토벨로(Contovello, Kontovel) · 프로세코 (Prosek) · 산타 크로체 (Santa Croce, Križ)
2. '알티피아노 에스트'(Altipiano Est): 반네(Banne, Bani) · 반소비차(Basovizza, Bazovica) · 그로파다(Gropada, Gropada) · 오피치나 (Opčine) · 파드리차노(Padriciano, Padriče) · 트레비차노(Trebiciano, Trebče)
3. 바르콜라(슬로베니아어: Barkovlje)[60] · 콜로냐(Cologna, 슬로베니아어: Kolonja)[60] · 콘코넬로(Conconello, Ferlugi) · 그레타(Gretta, 슬로베니아어: Greta)[60] · 그리냐노(Grignano, Grljan) · 구아르디엘라(Guardiella, 슬로베니아어: Verdelj)[60] · 미라마레(Miramare) · 로이아노(Roiano, 슬로베니아어: Rojan)[60] · 스코르콜라(Scorcola, Škorklja)
4. 바르리에라 누오바(Barriera Nuova) · 보르고 주세피노 · 보르고 테레시아노(Borgo Teresiano) · 치타 누오바(Città Nuova) · 치타 베키아(Città Vecchia) · 산 비토(San Vito) · 산 주스토(San Giusto) · 캄피 엘리시(Campi Elisi) · 산탄드레아(Sant'Andrea) · 카바나(Cavana)
5. 바르리에라 베키아(Barriera Vecchia, Stara Mitnica) · 산 자코모(San Giacomo, Sveti Jakob) · 산타 마리아 마달레나 수페리오레(Santa Maria Maddalena Superiore, Sveta Marija Magdalena Zgornja)
6. 카티나라(Cattinara, Katinara) · 키아디노(Chiadino, 슬로베니아어: Kadinj)[60] · 산 루이지(San Luigi) · 구아르디엘라(Guardiella, Verdelj) · 론게라(Longera, 슬로베니아어: Lonjer)[60] · 산 조반니(San Giovanni, Sveti Ivan)· 로촐(슬로베니아어: Rocol)[60] · 멜라라(Melara)
7. 키아르볼라(Chiarbola, 슬로베니아어: Čarbola)[60] · 콜론코베츠(Coloncovez, Kolonkovec) · 산타 마리아 마달레나 인페리오레(Santa Maria Maddalena Inferiore, 슬로베니아어: Spodnja Sveta Marija Magdalena)[60] · 라우테(Raute) · 산타 마리아 마달레나 수페리오레(Santa Maria Maddalena Superiore, 슬로베니아어: Zgornja Sveta Marija Magdalena)[60] · 세르볼라(Servola, Škedenj) · 포기 파에세(Poggi Paese) · 포기 산탄나(Poggi Sant'Anna, Sveta Ana)· 발마우라(Valmaura) · 알투라(Altura) · 보르고 산 세르조(Borgo San Sergio)

도시의 상징적인 중심지는 우니타 디탈리아 광장이며, 19세기에 닦인 넓은 대로인 보르고 테레시아노 (Borgo Teresiano)와 여러 좁은 길들이 특징인 중세 구 도심 사이에 위치해 있다.

## 인구
|                | 트리에스테 | 이탈리아 |
| -------------- | ---------- | -------- |
| 중위 연령      | 49세       | 45.7세   |
| 18세 미만      | 13.0%      | 14.9%    |
| 65세 초과      | 28.4%      | 24.7%    |
| 외국인         | 12.6%      | 9.2%     |
| 1,000명당 출산 | 6.0 b      | 6.8 b    |

2025년 기준, 트리에스테는 인구가 198,668명이고, 그 중 48.3%가 남성이고 51.7%가 여성이다. 미성년자는 인구의 13.0%를 이루고, 연금 수령자는 28.4%를 이룬다. 이는 각각 이탈리아 평균인 14.9% 그리고 24.7% 등과 차이를 보인다. 2011년과 2021년 사이, 트리에스테의 인구는 1.5%만큼 감소하였고, 반면 이탈리아는 전반적으로 0.7% 감소했다.
제1차 세계대전 종전 이후 이탈리아에 합병된 이래로, 트리에스테의 인구 비중은 다른 도시들과 비교할 때 점차 감소하고 있다. 1911년, 트리에스테는 오스트리아-헝가리 제국에서 네 번째 (합스부르크 군주국의 오스트리아 지역 내 세 번째)로 끝 도시였다. 1921년, 트리에스테는 이탈리아 내 8번째, 1961년에는 12번째, 1981년에는 14번째로 큰 도시였으며, 현재는 15번째로 크다.
| 출신 국가    | 인구  |
| ------------ | ----- |
| 세르비아     | 3,667 |
| 루마니아     | 3,178 |
| 코소보       | 1,889 |
| 파키스탄     | 1,272 |
| 우크라이나   | 1,199 |
| 크로아티아   | 1,069 |
| 중국         | 961   |
| 알바니아     | 692   |
| 슬로베니아   | 556   |
| 아프가니스탄 | 523   |

트리에스테 내 외국 출생 거주민이 24,949명이 있으며, 전체 인구의 12.6%를 이루고 있다. 규모가 큰 현지 소수 민족에는 슬로베니아인, 크로아티아인, 세르비아인 등이 있으며, 또한 발칸반도 국가 (특히 세르비아, 루마니아, 크로아티아 등): 4.95%, 아시아권: 0.52%, 사하라 이남 아프리카권: 0.2% 등에서 온 대규모 이민 집단도 존재한다. 세르비아 공동체는 현지 집단과 이주 집단 양 측이 존재한다. 트리에스테는 다수가 로마 가톨릭교도이다.

### 언어
테레게스티노(tergestino)라 불리는 트리에스테의 특유 방언은 19세기가 시작될 무렵까지 사용되다가, 베네토어 (속라틴어에서 직접적으로 발생한 언어)의 트리에스테어 방언 및 표준 이탈리아어, 슬로베니아어, 독일어 등 다른 언어에 의해 중요성에서 뒤쳐졌다. 반면 트리에스테어와 이탈리아어 등은 인구 대다수가 구사했었고, 독일어는 오스트리아의 행정 언어이었고 슬로베니아는 주변 마을에서 주로 사용되었다. 19세기 말부터, 슬로베니아어 구사자의 수가 점차 늘어, 1911년에는 트리에스테 전체 인구의 25%에 다다랐다.
1911년 인구 조사에 따르면, 슬로베니아어 구사자 비율은 도심에서 12.6% (오스트리아 시민으로 간주된 자 15.9%), 교외 지역에서는 47.6%(오스트리아 시민으로 간주된 자는 53%), 주변 지역들에서는 90.5%에 이르렀다. 이들은 트리에스테의 도시 19개 구역 중 9개에서 최대 민족 집단이었고, 19개 구역 중에서 7개에서 다수 인구를 이루었다. 한편으로 이탈리아어 구사자들은 도심 인구의 60.1%를 이뤘고, 교외에서는 38.1%, 주변 지역에서는 6.0%에 해당했다. 이들은 도시 19개 구역 중 10개에서 최대 언어 집단이었으며, 19개 구역 중 7개에서 다수 인구로 나타내었다 (도심 6곳 모두 포함). 독일어 화자들은 인구의 5%를 이뤘고, 도심에서 가장 높은 비율을 보였다.
트리에스테에는 크로아티아인, 체코인, 이스트라 루마니아인, 세르비아인, 그리스인 등 다른 소수 민족 공동체도 존재했으며, 대부분은 이탈리아나 슬로베니아권 공동체로 흡수되었다. 1911년 트리에스테의 인구 51.83%는 전반적으로 이탈리아어를, 24.79%는 슬로베니아어를, 5.2%는 독일어를, 1%는 크로아티아어를, 0.3%는 '그 외 언어'를 구사했으며, 16.8%는 외국인들로 이탈리아인 12.9%(이탈리아 왕국 출신의 이주민들로, 트리에스테의 이탈리아인들과는 별도로 구분)와 헝가리인 1.6% 등을 포함한다.
1971년경, 인접한 슬로베니아로 슬로베니아인들의 이주 및 다른 지역에서 온 이탈리아인들의 트리에스테 이주(및 유고슬라비아의 이스트라반도 합병)가 벌어지자, 이탈리아 화자 비율이 91.8%로 올랐고, 슬로베니아어 화자는 5.7%로 감소했다.
현재, 트리에스테에서 우세한 현지 방언은 '트리에스테틴'(triestin)으로, 베네토어의 일종이다. 이 방언과 공식 이탈리아어가 도시에서 사용되며, 슬로베니아어는 인접한 교외에서 사용된다. 소수의 세르보-크로아티아어, 독일어, 그리스어, 헝가리아 화자도 존재하기도 한다.

## 주요 볼거리와 방문지

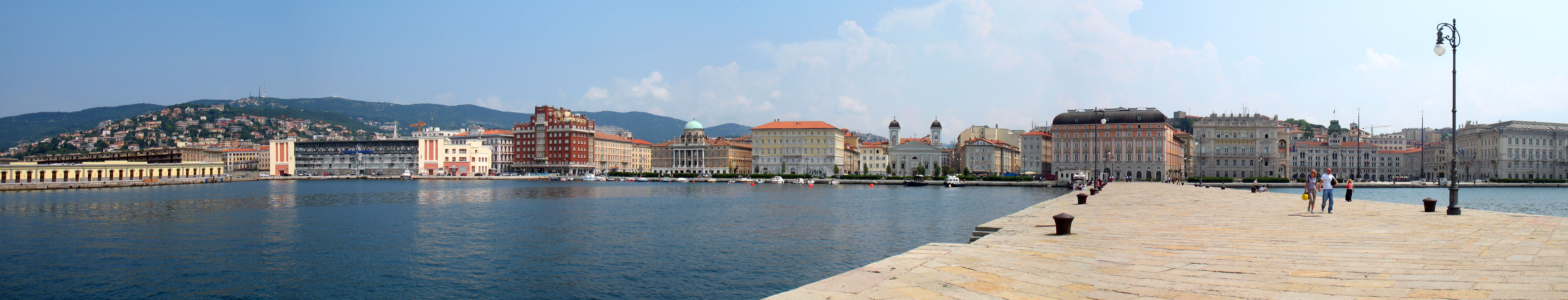
트리에스테 항만

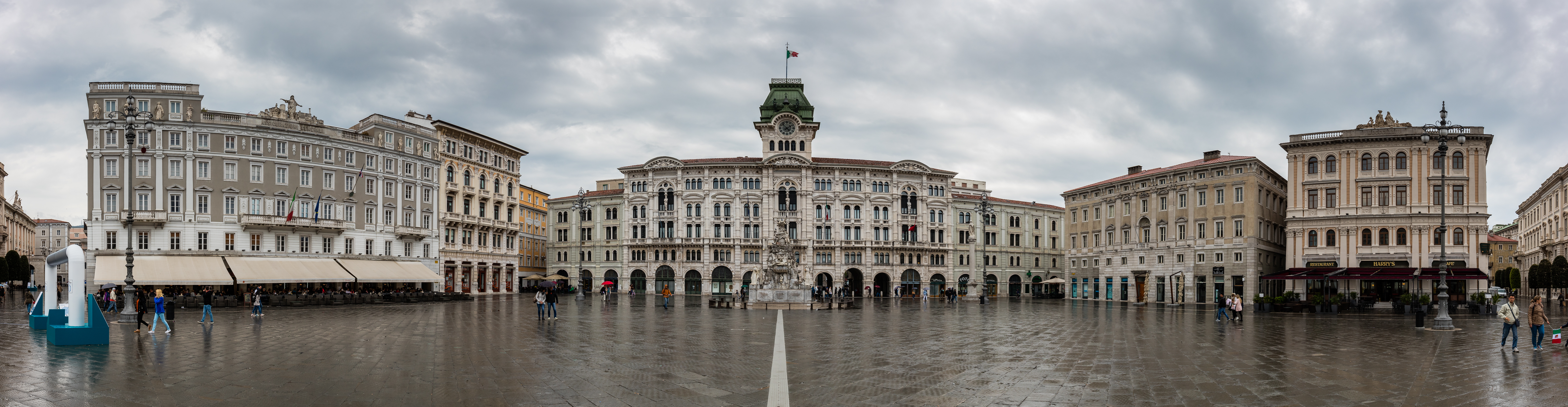
우니타 디탈리아 광장

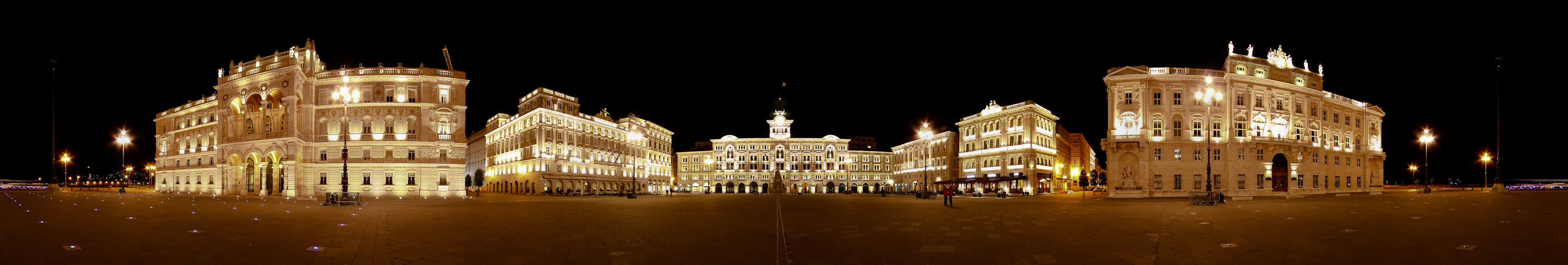
우니타 디탈리아 광장의 야경

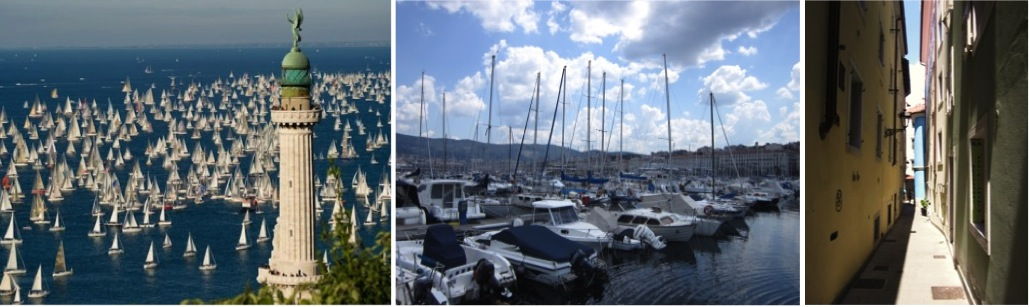
좌에서 우: 비토리오 등대 인근 바르콜라나와 항구의 일부, 구 도심의 거리

2012년, 론리 플래닛은 트리에스테를 세상에서 가장 저평가 받은 관광지로 선정하였다.

### 성

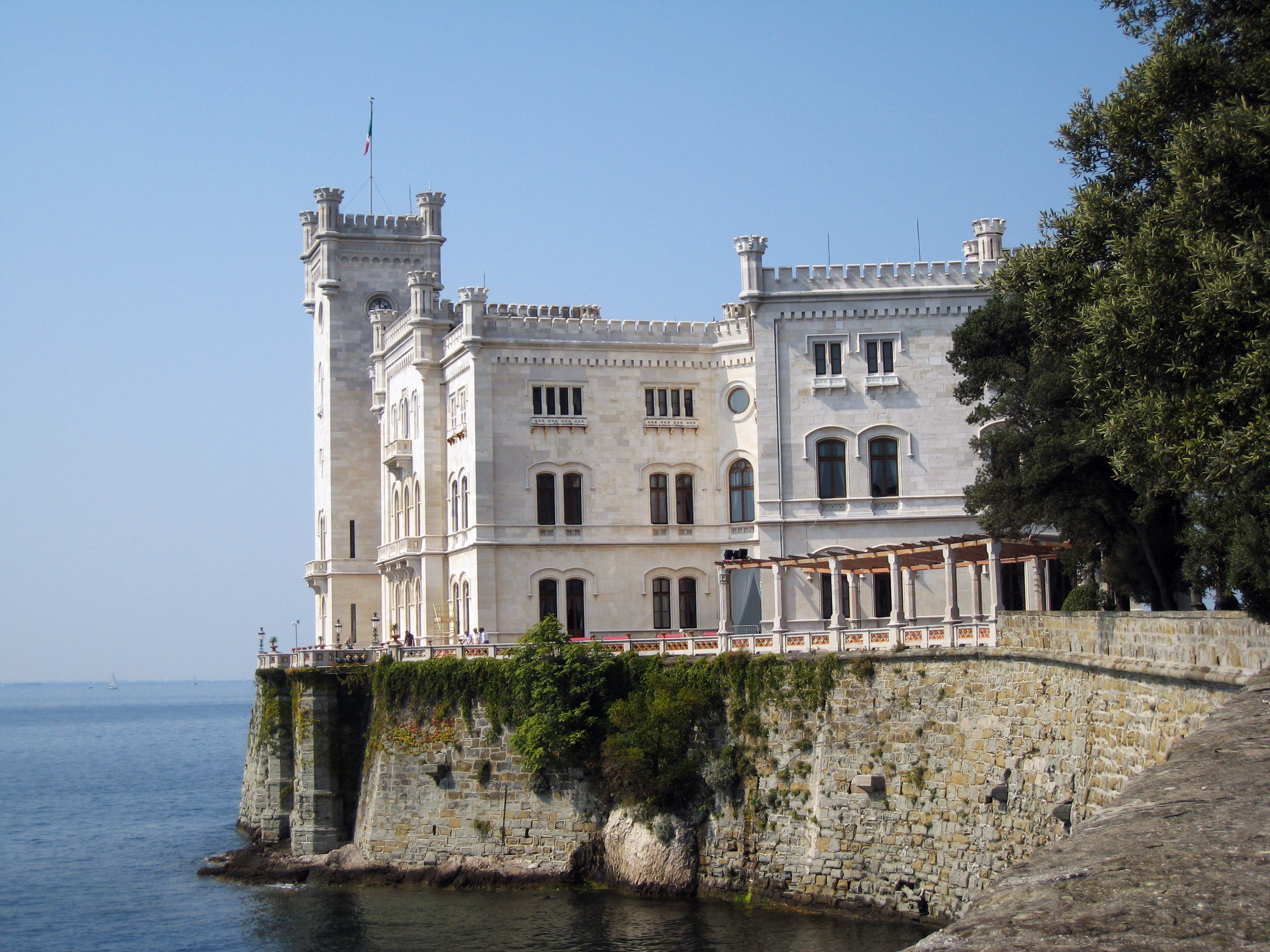
미라마레성

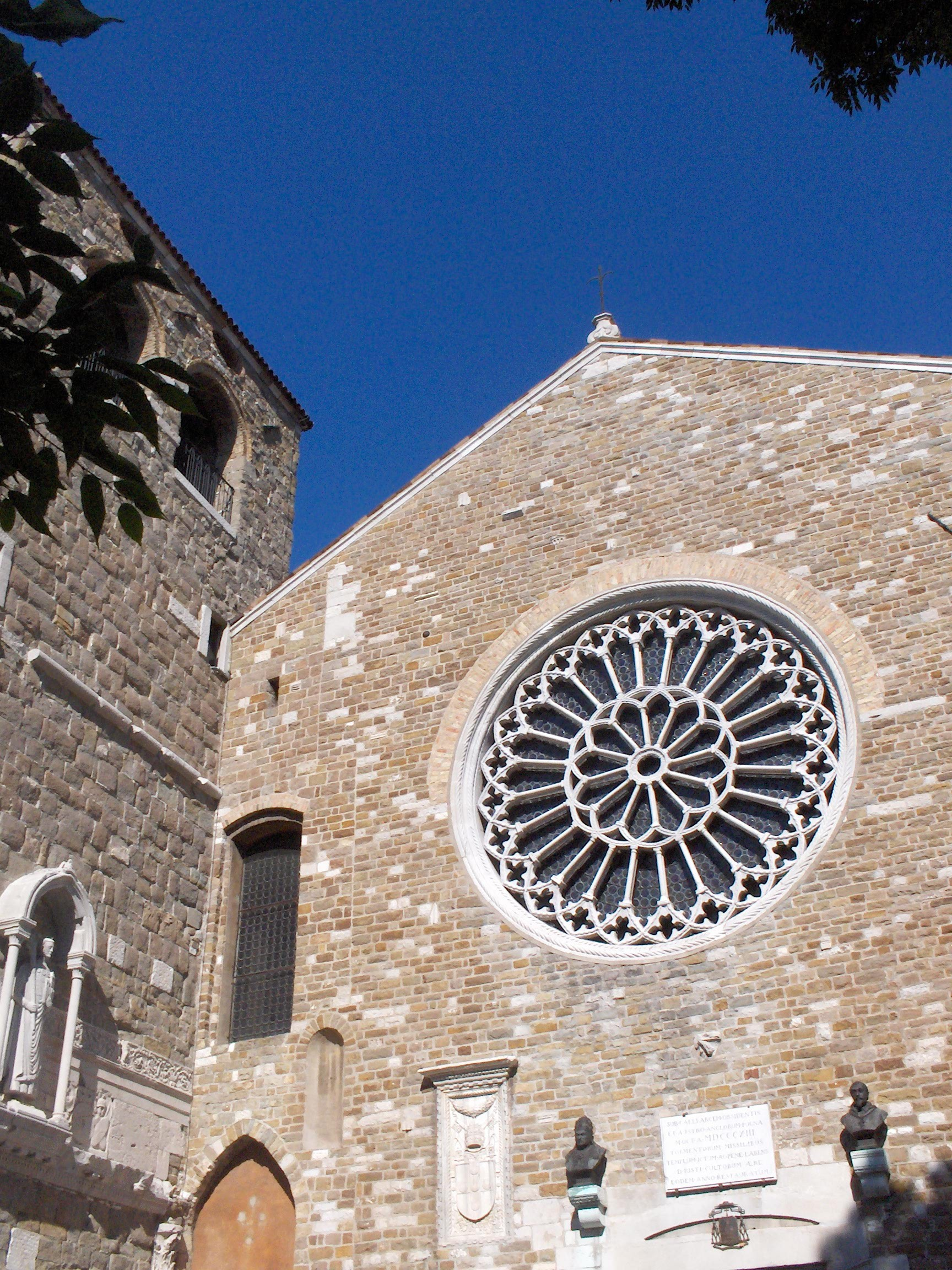
트리에스테의 유스토에게 봉헌된 트리에스테 대성당

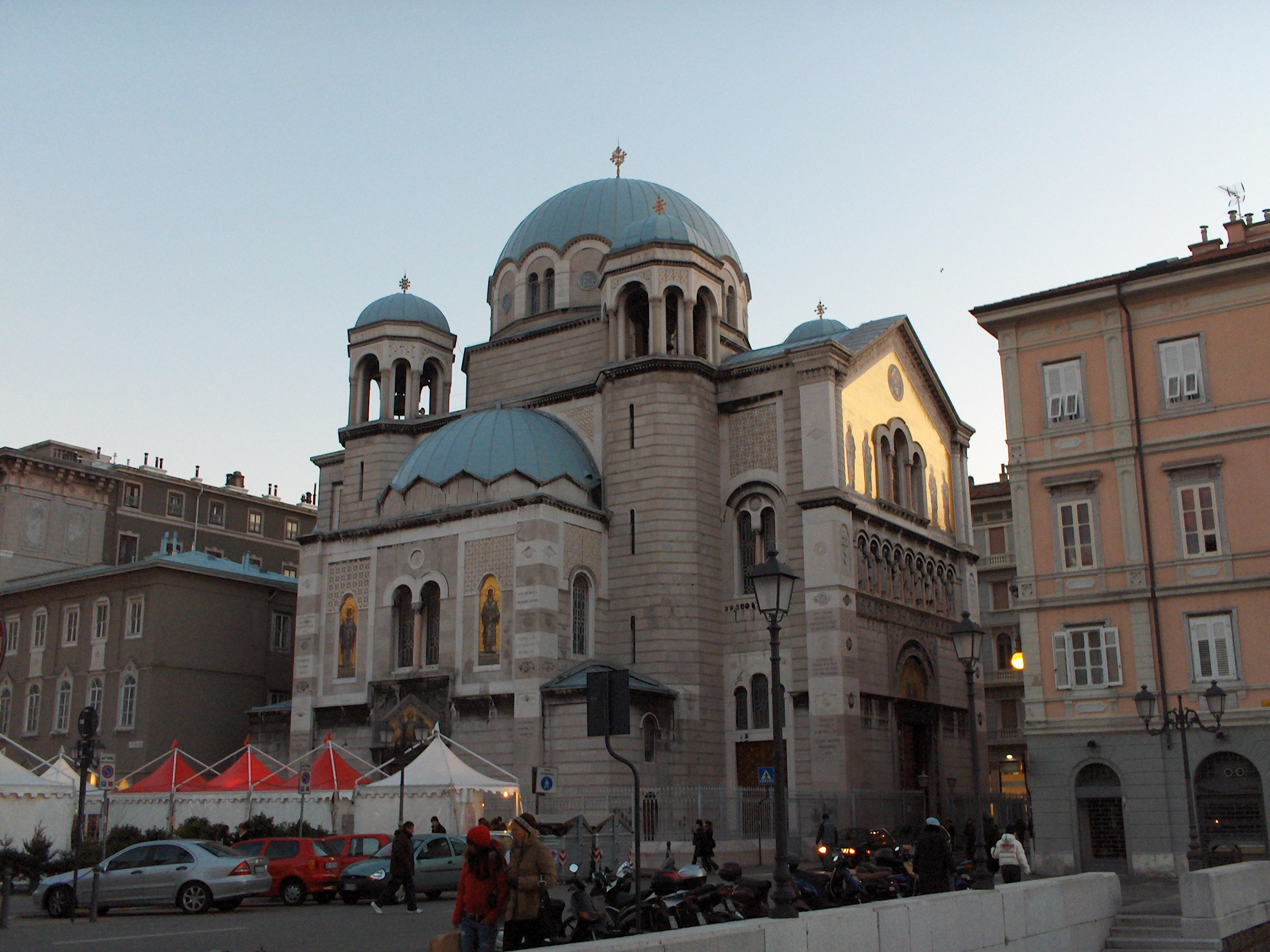
19세기 중반의 성 스피리돈 세르비아 정교회 성당

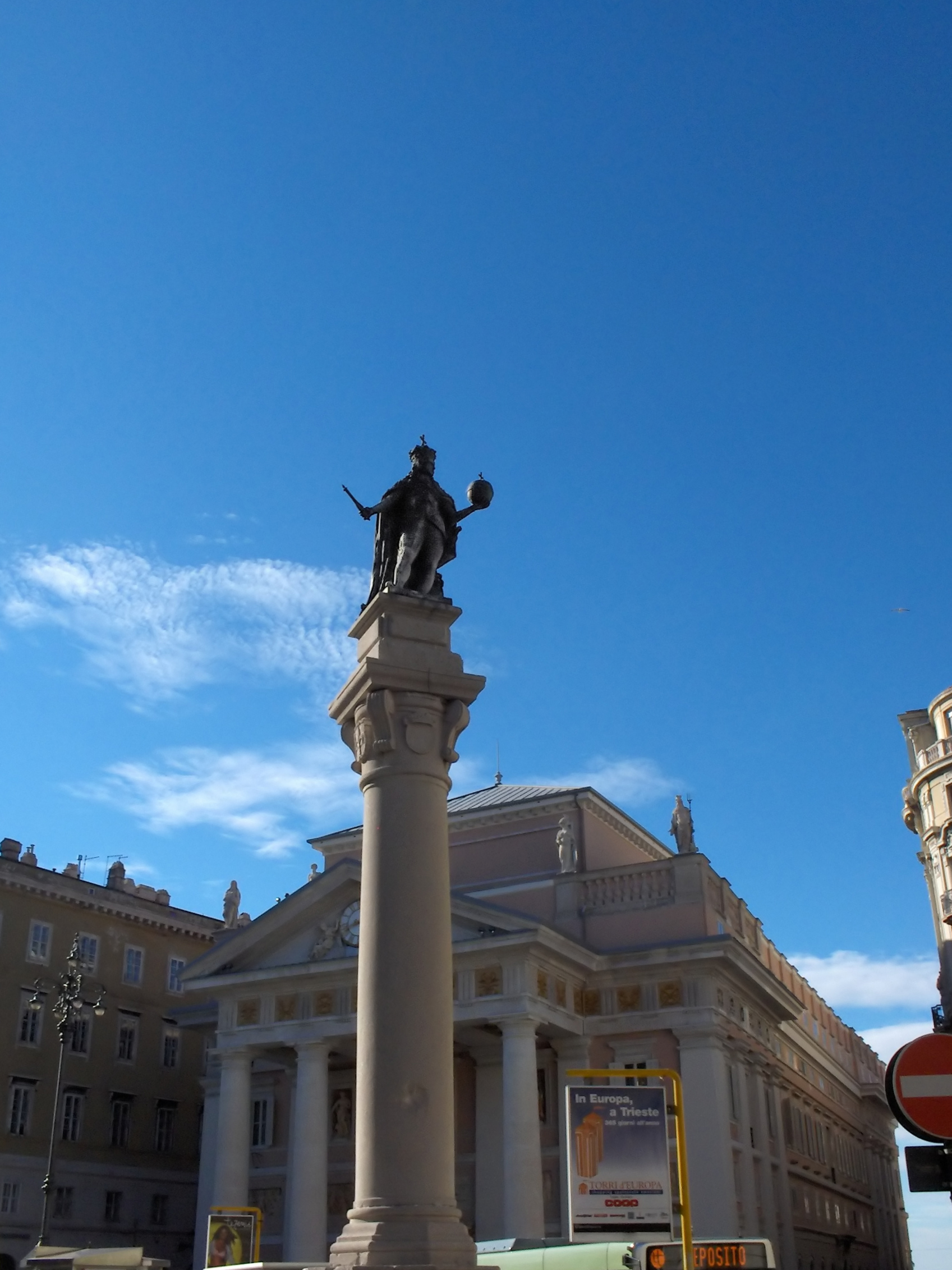
트리에스테의 옛 주식 거래소

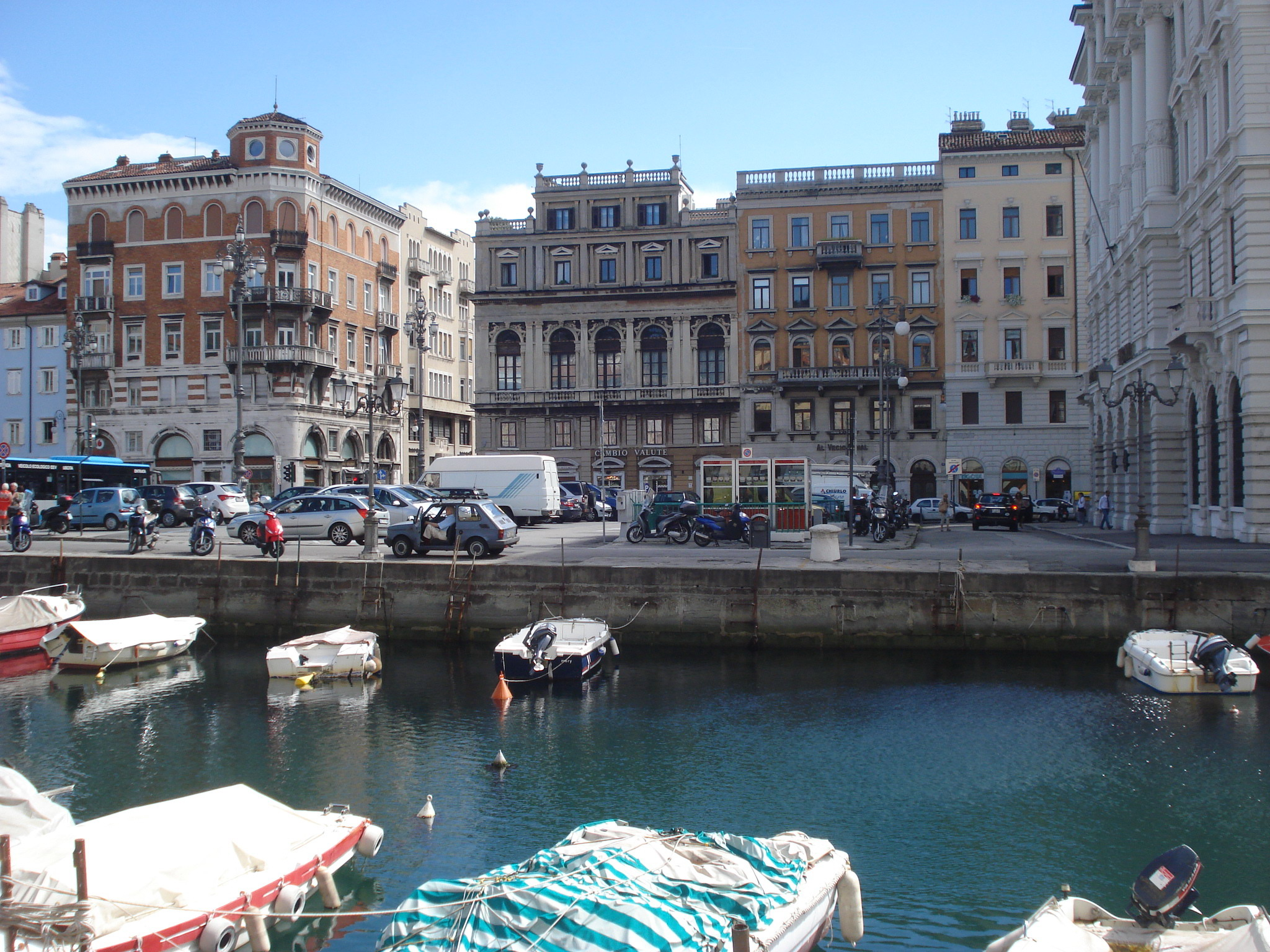
폰테로소 광장

#### 카스텔로 미라마레 (미라마레성)
트리에스테에서 8 킬로미터 (5 마일) 떨어진 해안가에 위치한 카스텔로 미라마레 혹은 미라마레성은 막시밀리안 대공의 의뢰를 받아 카를 융커의 설계로 1856년과 1860년 사이에 지어졌다. 성의 정원은 막시밀리안의 주문으로 고르고 심은 다양한 나무들로 이뤄져 있다. 정원의 특징으로는 두 개의 정원이 있으며, 하나는 그곳에 사는 백조로 유명하고 나머지는 연꽃으로 유명하다. 그 외에도 성의 별채 ("Castelletto"), 막시밀리안 대공의 청동상, 프란츠 요제프 황제의 동생 막시밀리안이 멕시코 황제가 되기 위해 탔던 배 '노바라 호'의 잔해로 만든 십자가가 있는 작은 예배당이 있다.
1930년대 동안, 미라마레성은 제2차 세계대전 시기 동아프리카 이탈리아군의 마지막 사령관이었던 아오스타 공작 아메데오의 거처이기도 했다. 이탈리아 측과 평화 협상이 이뤄짐으로써(1947년 10월 2일 파리 조약), 트리에스테 자유 지구에 대한 잠정 통치를 위한 협정이 적용되던 시기에, 이곳은 미국의 TRUST 병력 본부로 사용되었다.

#### 산 주스토 성
키스텔 산 주스토 또는 산 주스토 성은 과거에 있던 성의 잔해 위로 지어졌고 성을 짓는 데 거의 두 세기가 걸렸다. 이 성의 방어 시설물 발전의 단계는 다음으로 구분되며 신성 로마 황제 프리드리히 3세 시기 (1470-71년)에 지어진 중앙 부분, 원형의 베네치아 바스티온 (1508–9년), 1630년경으로 추정되는 호요스-랄리오 바스티온과 포미스(Pomis) 또는 - '꽃의 바스티온 (Bastione fiorito)이다.

### 예배소
- 성 유스토 대성당 (1320년) - 도시의 수호 성인 트리에스테의 유스토 이름을 땄으며, 성당 내부는 비잔틴 모자이크로 장식되어 있다. 리소르지멘토 기간 이탈리아 트리에스테의 상징이 되었다.
- 성 스피리돈 세르비아 정교회 성당 (1869년) - 비잔틴 전통에 따른 다섯 개 지붕이 달린 교차형 평면 구조가 적용되어 있다. 세르비아 정교회 오스트리아 스위스 주교구를 이루고 있다.
- 성공회 교회 (1829년)
- 산탄토니오 타우마투르고 (1842)
- 아르메니아 가톨릭교회의 메키타르 수도회 성당 (1859)
- 성 실베스테르의 발도 헬베티아 복음 교회 (11세기)
- 산타 마리아 마조레 교회 (1682년)
- 아우구스타나 복음-루터 교회 (1874년)
- 산 니콜로 데이 그레키 그리스 정교회 성당 (1787년) - 건축가 마테오 페르치가 설계했으며] (1818년), 파사드 양 옆으로 종탑이 위치했으며, 오스트리아의 후기 바로크 양식을 따르고 있다. 내부는 황금 장식으로 꾸며져 있다.
- 트리에스테 시나고그 (1912년)
- 몬테 그리사 성소 (1960년) - 도시 북쪽에 있는 로마 가톨릭 교회

### 고고학 유적지
- 아르코 디 리카르도(Arco di Riccardo, 기원전 33년)[77] - 기원전 33년 로마 시대의 벽에 지어진 출입문이다. 구도심의 좁은 거리에 있는 바르바칸 광장 (Piazzetta Barbacan)에 위치했다. 현재의 이름은 로마 시대의 남북으로 이어지는 주요 거리인 카르도를 일컫는 '아르코 델 카르도'가 잘못 전해진 것으로 여겨지며, 민간 전승에서는 십자군 시대 활약한 잉글랜드의 왕 리처드 1세(이탈리아어: Riccardo Cuor di Leone 리카르도 쿠오르 디 레오네[*])가 지은 것으로 전해진다.
- 바실리카 포렌세 (Basilica Forense, 2세기)
- 기독교 시대 이전 바실리카 (4-6세기)
- 로마 시대 사원 - 총 두 개로, 산 주스토 언덕에 위치해 있으며 각 아테나와 제우스에게 헌정되어 있다.

제우스에게 헌정된 사원의 유적은 포룸 옆에 있고, 아테나 사원의 유적지는 바실리카 아래에 있으며, 방문객들은 아테나 신전의 하단 부분을 볼 수 있다.

#### 로마 원형 극장
로마 원형 극장이 바다를 바라보고 있는 산 주스토 언덕 아래에 위치하여 있다. 이 구조물은 부분적으로 언덕의 완만한 비탈에 노출되어 있으며, 극장의 대부분은 석재로 이뤄져 있다. 계단과 무대의 상단 부분은 목재로 이뤄져 있을 것으로 보인다. 극장을 장식하고 있던 조각상들은 1930년대에 분리하여 시의 박물관에서 보관 중에 있다. 트라야누스 시기의 비문 세 개는 Q. Petronius Modestus라는 인물을 언급하고 있으며, 어떤 사람은 그를 이 극장의 개발과 밀접하게 연관시키기도 했으며, 이 극장은 1세기 중엽에 만글어졌다. 이곳에서는 비극, 희극, 검투 경기 등이 개최되었으며, 1937년-1938년 발굴이 이뤄지기 까지 상당 기간 묻혀 있었다.

### 동굴
트리에스테도 전역에, 프리울리베네치아줄리아 지역 내 24개 동굴 중 10개가 존재한다. 크라스(Kras) 또는 카르소라고 불리며 이탈리아 내에만 약 200 제곱킬로미터 (77 mi2) 범위에 이르는 트리에스테 고원 (Altopiano Triestino)에는 다양한 종류의 1,500여 개 동굴이 존재한다 (바소비차의 동굴처럼 현재 포이베 학살을 추모하는 기념물인 곳도 있다).
그 중에 유명한 것에는 세계에서 가장 큰 관광 동굴로 로마의 성 베드로 성당이 들어갈 정도로 넓다고 하는 그로타 기간테, 깊이가 350 미터 (1,150 ft)에 이르는 트레비차노 동굴 등이 있으며, 동굴 바닥에는 티마보강이 흐르고 있다. 이 강은 슬로베니아의 슈코찬 동굴 (유네스코 명단에 등재되어 있고 트리에스테에서 불과 몇 km 거리에 위치)아래로 이어져 30 킬로미터 (19 mi) 거리를 흐르다가 두이노 근처에서 바다로부터 약 1 킬로미터 (0.6 mi) 떨어진 여러 샘을 통해 다시 지상으로 솟아나는데, 로마인들은 하데스 (죽은 자들의 세계)에게 향하는 입구로 여겼다

### 광장과 커피점
- 우니타 디탈리아 광장 - 19세기 건축물로 둘러싸인 트리에스테 중심부의 웅장한 광장이며, 유럽 내 규모가 가장 큰 항만 광장이다.[출처 필요] 유람선 터미널인 트리에스테 테르미날 파세게리(Trieste Terminal Passeggeri, TTP)가 우니타 디탈리아 광장 옆에 위치했다.[82]

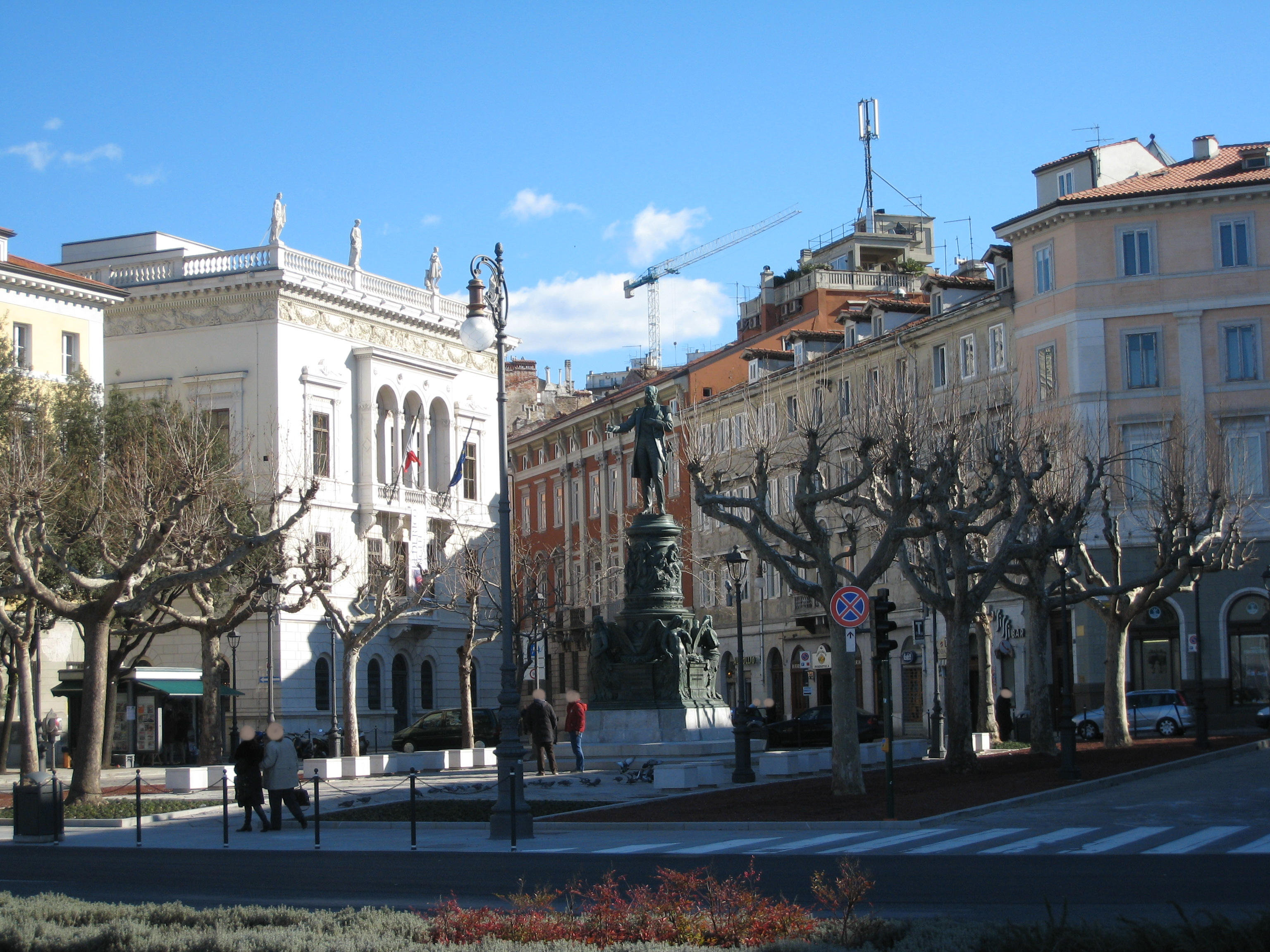
베네치아 광장

- 베네치아 광장 - 아드리아해를 내려다 보고 풍경을 지녔다. 2009년부터는, 막시밀리안 대공의 기념물이 다시 설치되었으며, 미라마레성 쪽을 향해 트리에스테만을 내려다 보고 있으며, 해군 중장의 복장을 하고 있다. 네 개 대륙을 비유한 8m 이상의 청동 기념물이 막시밀리안의 박애주의와 과학과 예술에 대한 그의 관심을 기념하는 목적을 하고 있다. 이 기념물은 파스콸레 레볼텔라 남작의 지시로 조각가 요하네스 실링 (Johannes Schilling)이 제작하였다. 프란츠 요제프 황제가 참석한 가운데 1875년에 설치되었으며, 1918년에는 치워져 1961년 미라마레성의 공원으로 옮겨졌었다.[83][84] 레볼텔라 박물관이 베네치아 광장에 위치해 있으며, 이탈리아 르네상스 양식으로 지어졌다. 지붕 난간에는 베네치아 출신 프란체스코 보사가 만든 여섯 개의 상징적 조각상이 세워져 있다.
- 카페 산 마르코 - 도시 중심부에 있는 오래된 커피 가게. 트리에스테의 커피점은 트리에스테의 경제에 있어 중요한 역할을 하고 있으며, 트리에스테는 오스트리아-헝가리의 귀족 영향 아래에 번성하는 커피 산업을 발전시켰고, 현재까지도 '이탈리아 커피 수도'로 알려져 있다.

### 건축
- 오스트리아 지구: 트리에스테의 절반은 오스트리아-헝가리 시대에 지어졌고, 비엔나의 건축적 특색 일부를 이곳에 부여하였다. 건축물의 대부분은 신고전주의, 아르누보, 절충주의, 자유주의 양식으로 지어졌다.
- 치타 베키아 (Città Vecchia, 구도시): 트리에스테는 전형적인 중세 주택들과 더불어 여러 좁고 굽이진 길거리들이 이뤄진 넓은 구도시를 갖고 있다. 이 지역의 대부분은 차량 통행이 금지되어 있.
- 로저스 주유소 (The Stazione Rogers, 에르네스토 네이선 로저스가 설계)는 이탈리아 합리주의와 전후 모더니즘에 있어 중요한 건축물로 여겨지고 현재 문화 및 건축 등 다중 목적 시설이다.[85]
- 몰로 사르토리오 (Molo Sartorio) - 오늘날에도, 내륙국인 오스트리아 공화국의 해발 고도는 이곳의 '아드리아해 기준 미터'로 측정된다. 베네치아 광장 옆에 위치한 오래된 '안티코 마가치노 비니'(Antico Magazzino Vini)는 달마티아와 이스트라의 포도주를 보관하기 위해 1902년에 만들어졌다. 현재 재사용이 이뤄지고 있으며 이탈리가 입점해 있다. 과거에는 어시장이었지만 현재는 개보수를 거쳐 전시 및 미술관으로 쓰이고 있고, 또한 바다와 바로 접해 있다.
- 카날 그란데 - 트리에스테의 대운하로, 도시 정중심부에 있다.
- 바르콜라 - 트리에스테의 교외 지역으로, 고대 시대부터 특별한 미기후[11]와 높은 삶의 질로 유명하다. 미라마레성으로 이어지는 1킬로미터 길이의 해변 산책로를 따라 카페와 레스토랑이 자리잡고 있다. 많은 현지 사람들은 이곳 바닷가에서 일광욕, 수영, 스포츠를 하며 여유 시간을 보낸다. 바르콜라에 위치한 지중해의 최북단 등대인 비토리아 등대가 위쪽 경관에서 가장 두드러진다.[86]

### 관광지
- 로산드라 계곡 - 트리에스테도와 슬로베니아 사이 국경에 있는 국립공원의 일부이다. 40미터 (130 ft)길이의 수펫 폭포가 눈길을 끈다.

### 해변

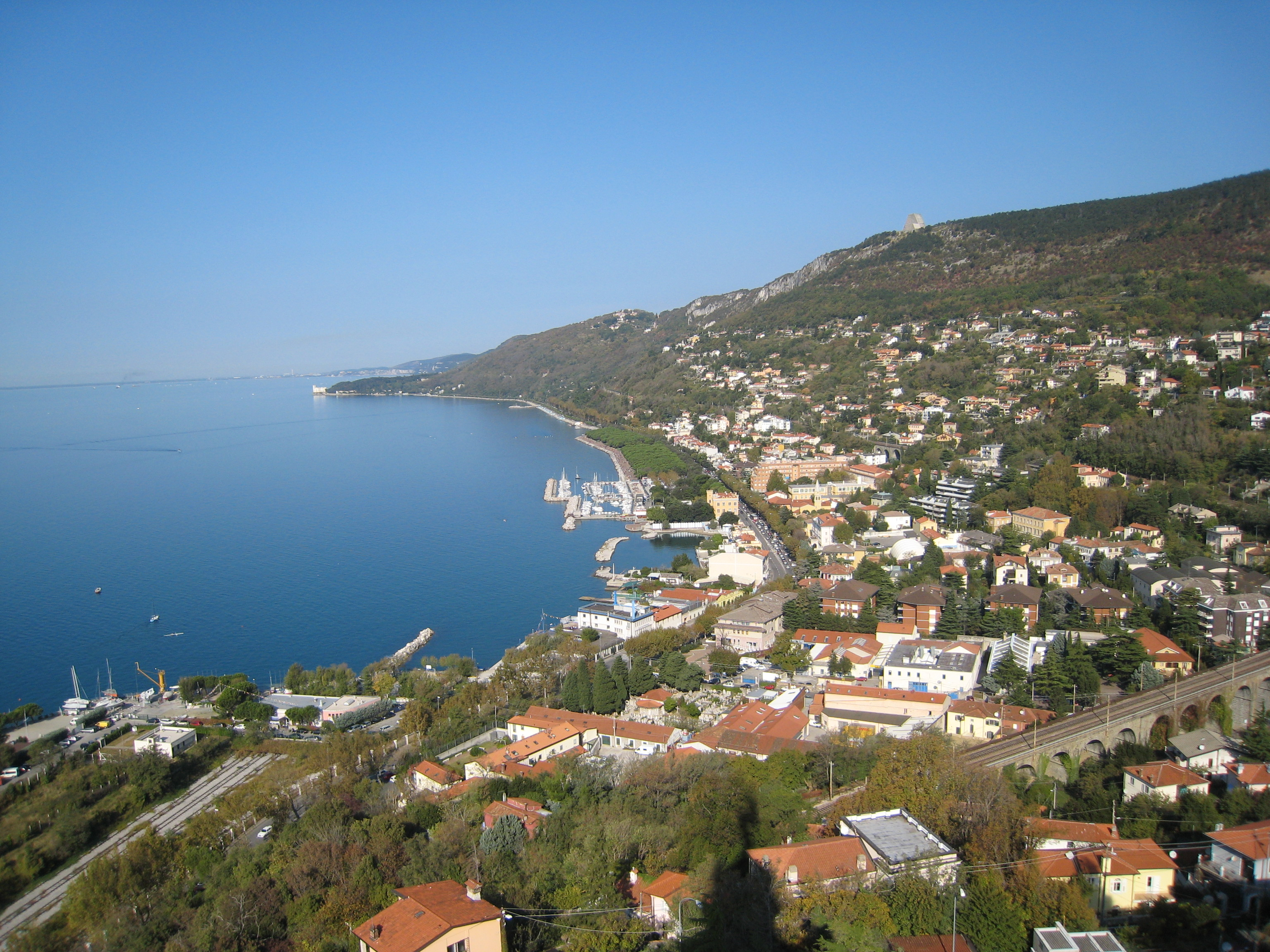
비토리아 등대에서 본 바르콜라 모습

트리에스테 대부분은 바다와 바로 접해 있다. "El Pedocin - Bagno marino La Lanterna" 및 "Ausonia" 등 일부 해수욕장 같은 경우에는 도시 중심부에 매우 가까이 위치해 있다. "Bagno Marino Ferroviario"는 1925년 이래로 Viale Miramare 30에서 운영 중이다. 여러 현지인 및 유학생들은 점심이나 여가 시간을 도심해수욕장이 있는 바르콜라로 가 친구들을 보는 데 사용하고 있다. 저녁에 들어선, 많은 주민들은 바다, 알프스산맥, 이스트라반도, 도시 등의 풍경을 지닌 바 사이를 거닌다.
일반적으로 '토폴리니'(Topolini)라고 일컫는 전망대 겸 위생시설, 탈의 공간으로 이뤄진, 제방 위에 위치한 반원형의 건축물 10개도 유명하다. 오래된 모래 제방 위에 자리 잡은 엑셀시오르 해수욕장 구역에는 고대 당시에 우아한 로마 시대 빌라, 스포츠 및 해수욕 시설들이 있었다. 19세기부터, 이미 덩굴로 된 그늘막이 갖춰진 여러 식당과 카페들이 있었다. 미라마레성 주변 해역은 현재 자연보호구역으로 지정되어 있다.
바르콜라의 소나무숲은 바다와 접해 있으며 모든 시기 거주민들을 위한 만남의 장소이다. 트리에스테에서 가장 좋은 러닝 루트 중 하나가 바르콜라에서 시작해 미라마레성으로 가 돌아오는 것이다. 소규모 해수욕 단지인 Bagno da Sticco는 미라마레성 바로 옆에 있다. 그리냐노와 두이노 방향으로 더 가면 수많은 만과 자연 해변이 있다. 아드리아해의 해류로 인해, 트리에스테의 바닷물은 훨씬 깨끗하고 강에서 온 현탁물에 오염되지 않는다. 해류는 시계 반대 방향으로 흐른다.

## 문화

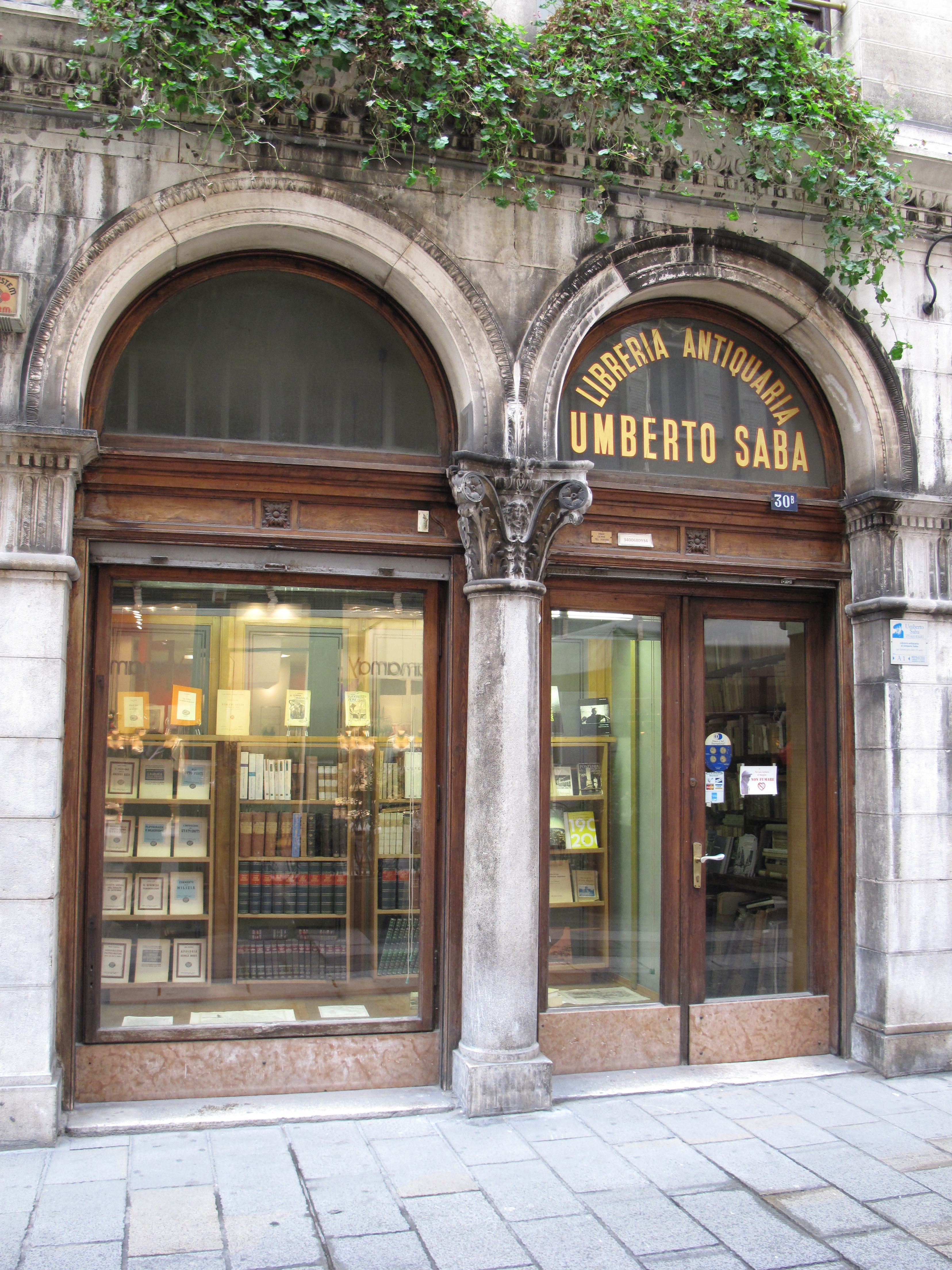
Libreria Antiquaria Umberto Saba

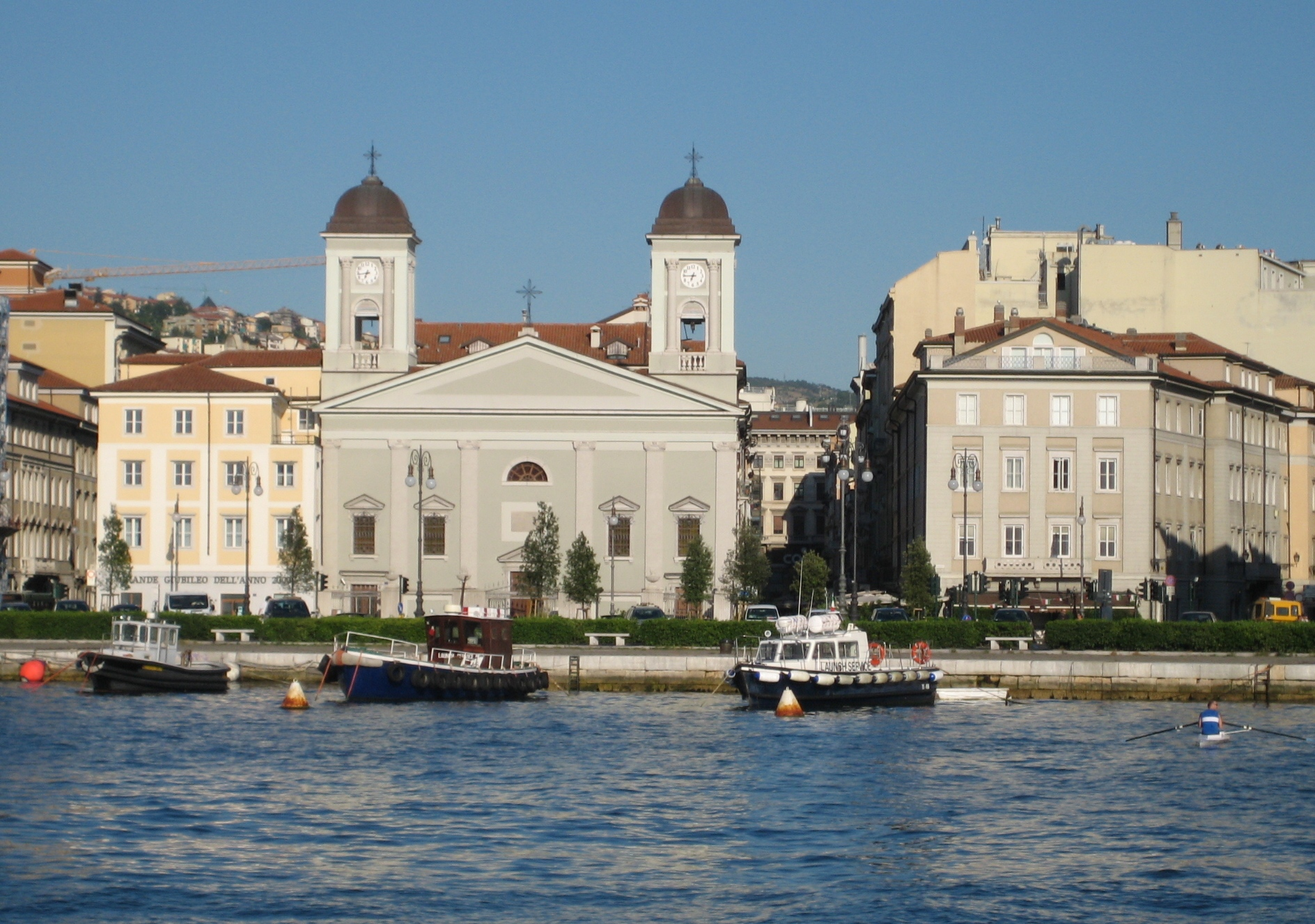
산 니콜로 데이 그레키 교회

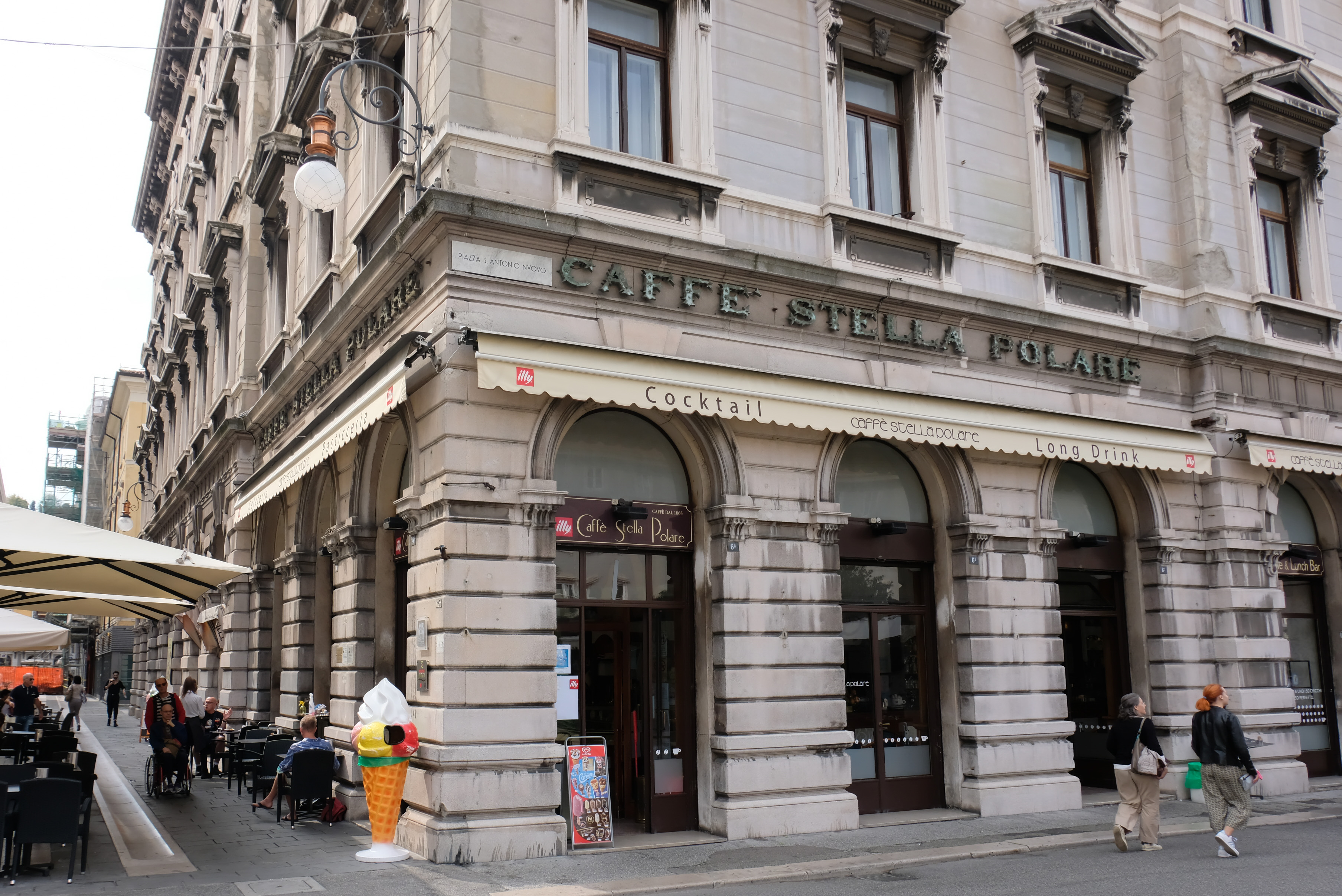
제임스 조이스, 움베르토 사바 및 그들의 친구들은 현재까지도 운영 중인 Caffè Stella Polare의 단골이었다.

트리에스테의 문학 지성의 중심지는 대부분 도심지에 위치했었다. "Libreria Antiquaria Umberto Saba" 같은 경우에는 Via San Nicolò No. 30의 1층에 있었으며, 이곳에서 제임스 조이스가 거주했으며 (이곳에서 그의 아들 조르조가 태어났고 Dubliners 및 Stephen Hero 등의 단편 이야기 일부를 여기서 썼다), Via San Nicolò No. 31의 건물에선 움베르토 사바가 커피집 "Walter"에서 쉬는 시간을 보냈고, Via San Nicolò No. 32의 건물에서는, Berlitz School가 있었고 제이스 조이스가 이탈로 스베보를 만나고 이후 가르쳤던 곳으로, 모두 문학적으로 의미 있는 장소들이다. 이 지역의 Via San Nicolò 끝에는 시 당국이 세운 움베르토 사바의 실물 크기 동상이 있다. Via San Nicolò가 트리에스테의 번화가가 되면서, 그곳에 있었던 수많은 카페와 식당 등은 현재 모두 문을 닫았다 (그 중에 가장 유명한 것은 17번지에 있던 베르거 맥주홀로 (이후 베르거 그랜드 레스토랑으로 바뀜). Via San Nicolò No. 30 역시 로베르토 쿠르치의 동명의 소설에서 상징적 장소이기도 하다. 트리에스테에 위치한 핵심적 아르누보 건축물 중 하나는 "Casa Smolars"로, 1905년에 완공되었으며, Via San Nicolò No. 36에 위치했다. Eppinger Caffè가 1946년경 이래로 근처에 있다. 레푸블리카 광장에 위치한 옛 "RAS 궁전"은 완전히 개보수가 이뤄져 현재 호텔로 쓰이고 있다.
Caffe Stella Polare는 폰테로소 광장에 위치했다. 이 세계적인 커피 가게는 사바, 조이스, 구이도 보게라, 비르질리오 조티 등이 자주 찾았으며, 특히 트리에스테의 옛 독일어 소수 공동체가 애용했었다. 제2차 세계 대전 종전과 도시에 영미인들의 도래로, 이 카페는 많은 병사들의 단골 장소 및 현지 젊은 여성들을 만날 수 있는 유명한 무도회장이 되었다. 트리에스테는 젊은 패션 디자이너 경연대회인 ITS (International Talent Support)를 매년 개최하고 있다. 파워 메탈 밴드 랩소디가 이 지역 출신인 루카 투릴리와 알렉스 스타로폴리에 의해 결성되었다.
Harry’s Piccolo은 트리에스테 유일한 미슐랭 스타 레스토랑이다. 우니타 디탈리아 광장 옆에 있는 카바나 지구의 거리는 스타일리시한 카페와 델리카트슨이 늘어서 있다.

## 극장 및 박물관
트리에스테는 다양한 극장들로 이뤄진 생생한 문화의 현장을 갖추고 있다. 여기에는 리리코 주세페 베르디 극장, 폴리테아마 로세티, 라 콘트라다 극장 (La Contrada), 트리에스테의 슬로베니아 극장(슬로베니아어: Slovensko stalno gledališče, 1902년부터 운영), 미엘라 극장 (Miela), 그 외 소극장 등이 존재한다.
또한 다수의 박물관들도 갖추고 있으며, 다음과 같다:
- 디에고 데 엔리케스 전쟁 박물관 (Diego de Henriquez war museum)
- 사르토리오 박물관
- 레볼텔라 현대 미술관

## 식물원
- 트리에스테 시립 자연사 박물관 - 호미니드 화석 소장.
- 트리에스테 시립 식물원
- 트리에스테 대학 식물원 - 트리에스테 대학교의 부속 식물원

## 국정 기념물
- 리시에라 디 산 사바 (리시에라 디 산 사바 박물관) - 홀로코스트를 기리는 국정 기념물로, 이탈리아 내 유일한 화장터를 갖춘 나치의 강제 수용소이었다.
- 포이바 디 바소비차 -  제2차 세계 대전 이후 유고슬라비아 파르티잔들에 의한 이탈리아인들의 살해 사건을 기리는 국정 기념물이다.

Slovenska gospodarsko-kulturna zveza/Unione Economica-Culturale Slovena는 슬로베니아 소수민족의 문화 및 경제 단체들을 거느린 통솔 기구이다.

## 교회당

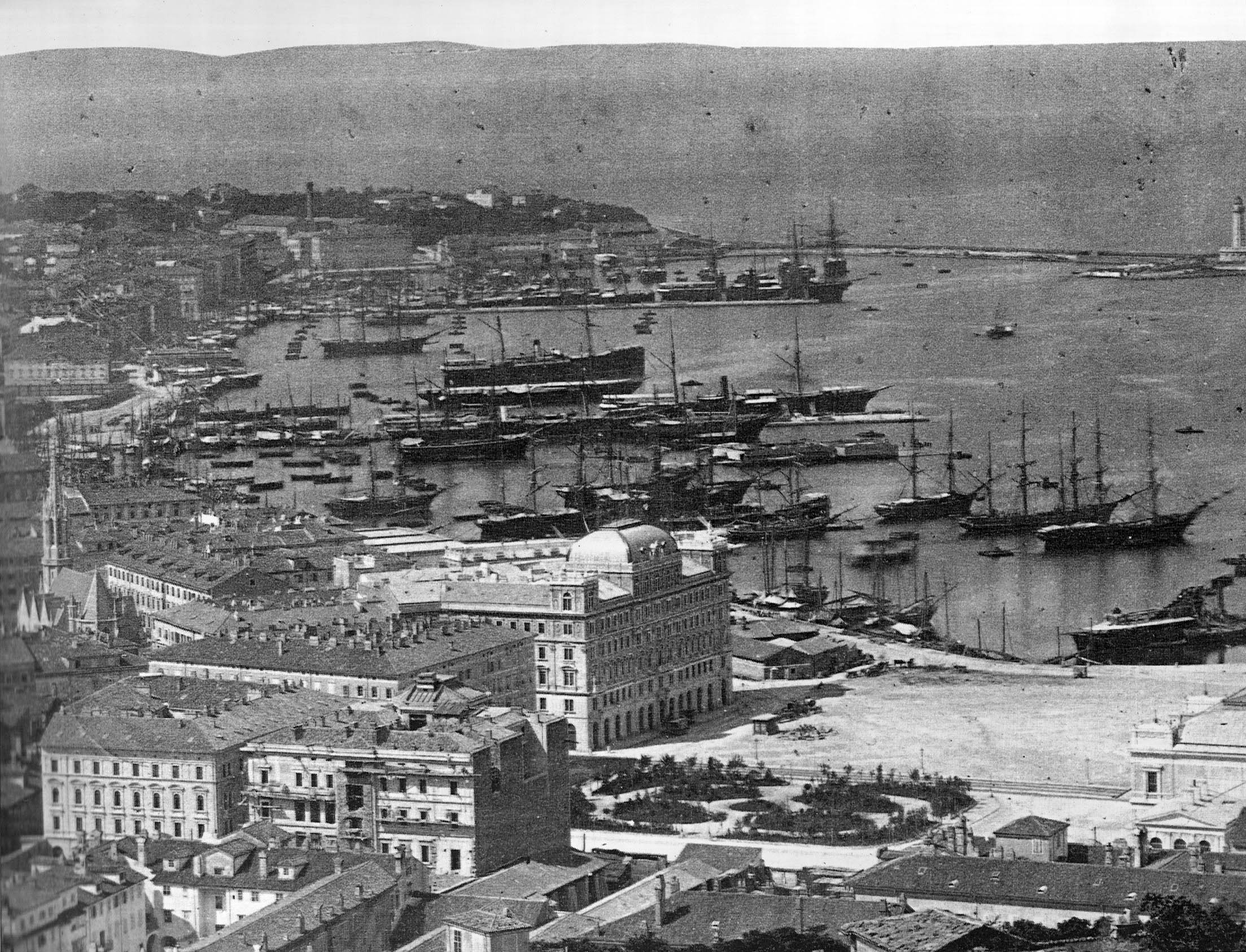
1885년 트리에스테 모습

산 니콜로 데이 그레키 그리스 정교회 교회당은 선원들의 수호 성인인 성 니콜라오스에게 헌정된 곳이자 제임스 조이스에게 영감을 준 내부를 갖춘 곳으로, 톰마세오 광장에 위치했으며 오래된 커피점 Caffè Tommaseo 옆에 있다. Via San Nicolò가 시작되는 지점에 위치한 이 커피 가게는 1830년에 개업했다. 트리에스테에서 운영 중인 커피점 중 가장 오래되었으며 현재까지도 예술가들과 지식인들의 만남의 공간이다.

## 경제
오스트리아-헝가리 시대 기간, 트리에스테는 경제, 무역, 사업 분야에 있어 선도적인 유럽 도시가 되었고, 빈, 부다페스트, 프라하 다음으로 오스트리아 헝가리 제국 내에서 네 번째로 규모가 크고 중요한 도시이었다. 하지만 트리에스테의 경제는 1922년 이탈리아에 합병하고 나서 쇠퇴하였다. 이탈리아 파시스트 당국은 1930년대에 조선 및 방위 산업에 특화된 새로운 제조 활동을 포함하여 몇 차례 발전 계획을 추진하였고,  (예시로 "Cantieri Aeronautici Navali Triestini (CANT)"). 제2차 세계 대전 기간 연합군의 폭격은 도시의 산업 부문을 파괴하였다 (주로 조선 분야). 그럼에도 1970년대를 시작으로, 트리에스테는 점차 경제적 성장을 이루고 있다.

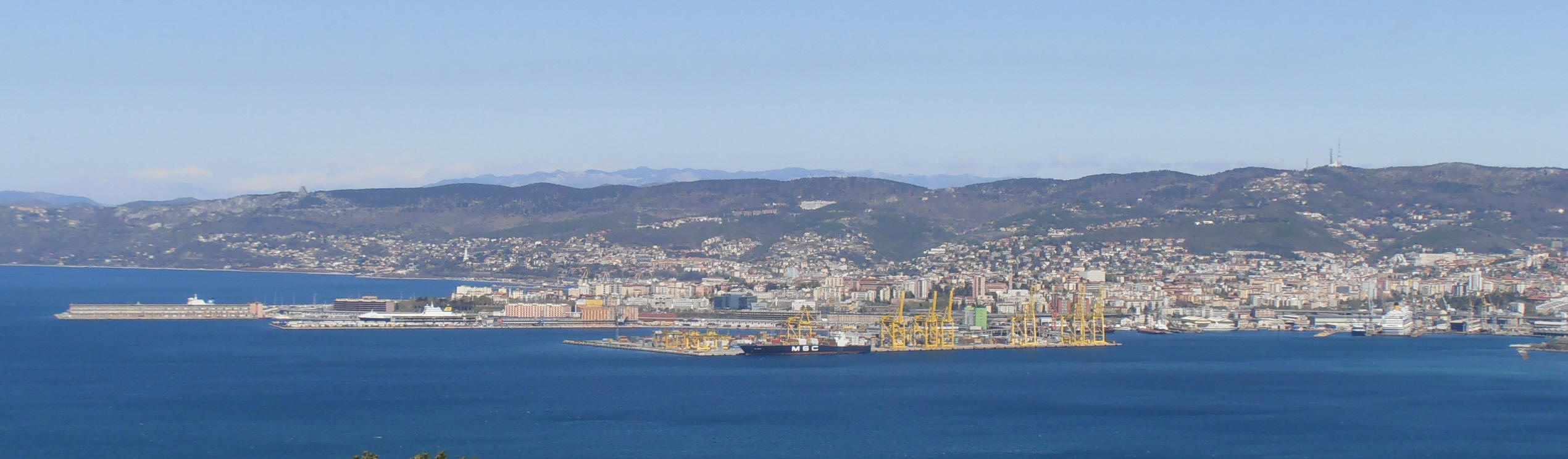
트리에스테항

철의 장막이 걷히고 난 뒤, 슬로베니아, 크로아티아, 헝가리, 체코, 슬로바키아 등의 EU 합류 및 수에즈 운하를 가로질러 아시아와 아프리카로 향하는 해상 실크로드의 중요성 증가, 트리에스테의 무역이 증가하였다. 트리에스테항은 상당한 상업 선박 운항량과 분주한 컨테이너 및 수상 송유 장치를 갖춘 북 지중해의 중요한 무역 중심지이다. 이곳 항구는 매우 거대한 흘수를 갖춘 컨테이너선을 접안시킬 수 있는 수용력을 갖추고 있어 해상 실크 로드 계획에 포함되어 있다. 이곳의 자연적인 이점으로 인해, 함부르크항 (HHLA) 및 헝가리 등이 트리에스테항 내 지분을 갖고 있고 2021년에는 이탈리아 정부가 4억 유로를 투자하며 관련 시설이 확장되었다. 현재 인도-중동-유럽 경제회랑 (IMEC) 인도-지중해의 핵심 터미널로 부상되고 있다. 다양한 무역로와 연결될 수 있고 우크라이나의 오데사항과 교역을 증대할 수 있는 위치로 인하여 유럽 내 전략상 중요한 곳으로 여겨지고 있다.
트리에스테의 수상 송유 장치는 트랜스알파인 파이프라인의 핵심 시설이며, 트랜스알파인 파이프라인은 독일의 에너지 수요의 40% (바이에른주와 바덴뷔르템베르크주의 에너지 수요 100%), 오스트리아의 90%, 체코의 50%를 차지하고 있다. 트리에스테 항구와 이스탄불 항구를 연결하는 바다의 고속도로는 지중해에서 가장 바쁜 로로 (roll on roll-off) 항로 중 하나이다. 트리에스테항은 또한 이탈리아 및 지중해에서 가장 큰 커피 항구이며, 이탈리아의 커피 유통량 40% 이상을 공급하고 있다. 트리에스테는 슬로베니아, 크로아티아, 헝가리, 우크라이나, 보스니아 등 국가들을 통해 서유럽과 동유럽 간 더 밀접한 교통 연결을 구축하기 위한 Corridor 5  프로젝트에 속해 있다.

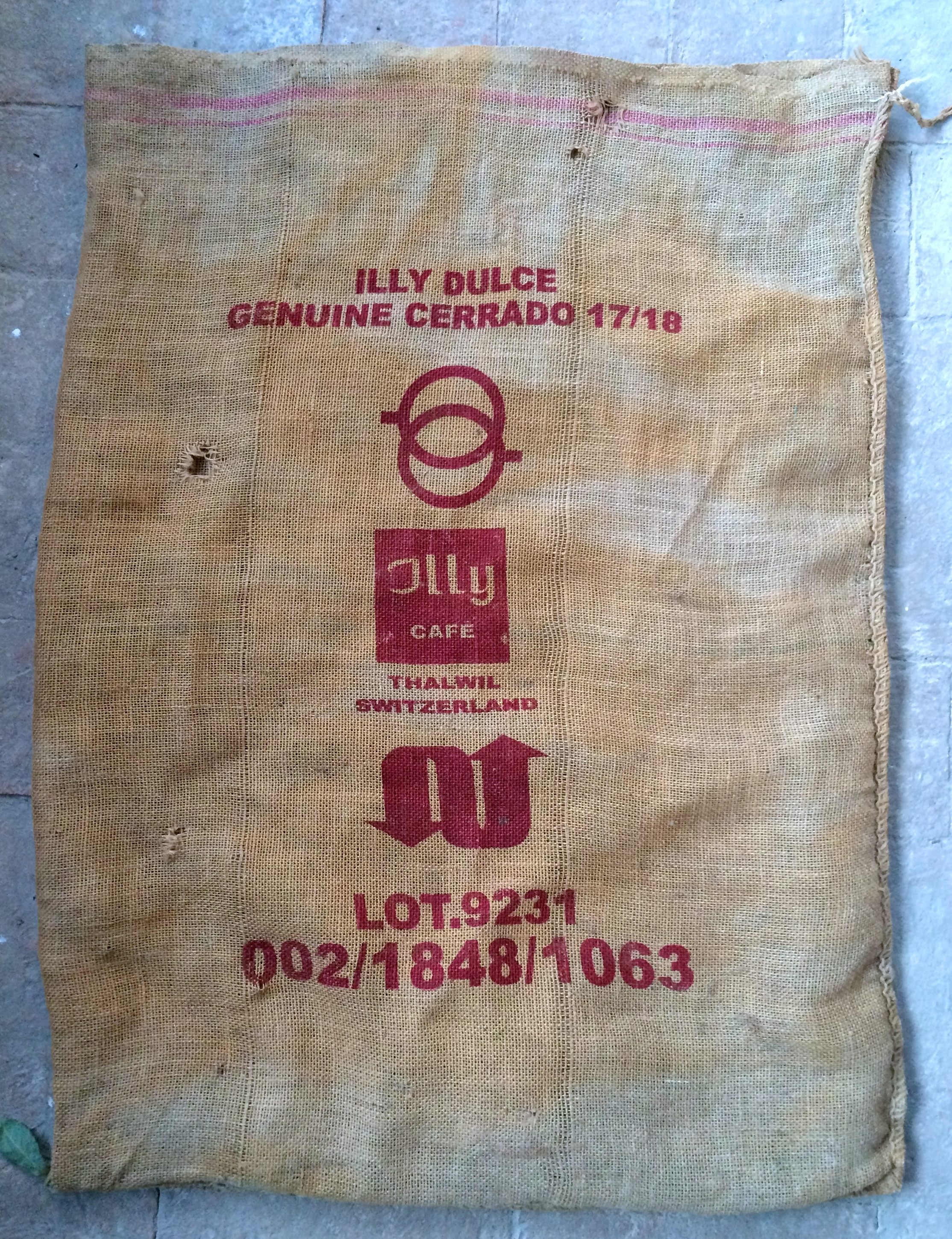
트리에스테의 기업에서 교역되고 있는 여러 커피 자루 중 하나

트리에스테의 번성하는 커피 산업은 오스트리아-헝가리 시기에 시작되었으며, 오스트리아-헝가리 정부는 상업을 더욱 발전시키기 위해 도시에 면세 지위까지 부여하기도 했다. 오스트리아-헝가리의 커피를 통한 경제 성장을 자극했던 흔적이 하우스브란트 트리에스테 커피 (Hausbrandt Trieste coffee) 등을 통해 남아 있다. 이 결과로, 현재 트리에스테는 여러 카페들이 있는 것이 특징이며, 현재까지도 '이탈리아 커피 수도'로서 알려져 있다. 커피 분야 기업들의 활동은 핵심 통솔 기구이면서도 독자적인 경제 주체로서 트리에스테 커피 클러스터를 탄생시켰다. 이탈리아 커피 수입의 많은 부분 (대략 200–250만 자루)이 이곳에서 다뤄지고 가공된다.
포춘 글로벌 500에 선정된 기업 두 곳이 이곳에 본사 및 글로벌 본부를 두고 있으며 바로 앗시쿠라치오니제네랄리와 알리안츠이다. 트리에스테를 기반으로 한 다른 기업들에는 전세계에서 선두적인 조선사 중 하나인 핀칸티에리, 바르질라의 사업체 등이 있다. 트리에스테 출신의 저명한 기업들에는 AcegasApsAmga (헤라 그룹), Adriatic Assicurazioni SpA Autamarocchi SpA, 방카 제네랄리 SpA (BIT: BGN), 제네르, 제네르텔라이프, HERA Trading, 커피 회사 일리, 해운사 이탈리아 마리티마, 모디아노, Nuovo Arsenale Cartubi Srl, 진달 스틸 앤 파워 이탈리아 SpA; Pacorini SpA, Siderurgica Triestina (아르베디 그룹), TBS Groug, U-blox, 텔릿, 여론조사 및 마케팅 회사 SWG 등이 있다.
트리에스테의 부동산 시장은 최근 들어 성장 중에 있다. 트리에스테의 현대의 토지 등기법은 트렌티노, 볼차노, 고리차 지역을 비롯해 우디네, 브레시아, 벨루노, 비첸차 등의 일부 지자체와 더불어 과거 오스트리아 시대의 등기 제도에서 비롯하였고 1918년 이후로 이탈리아의 법 체계가 도입되었다.

### 어업

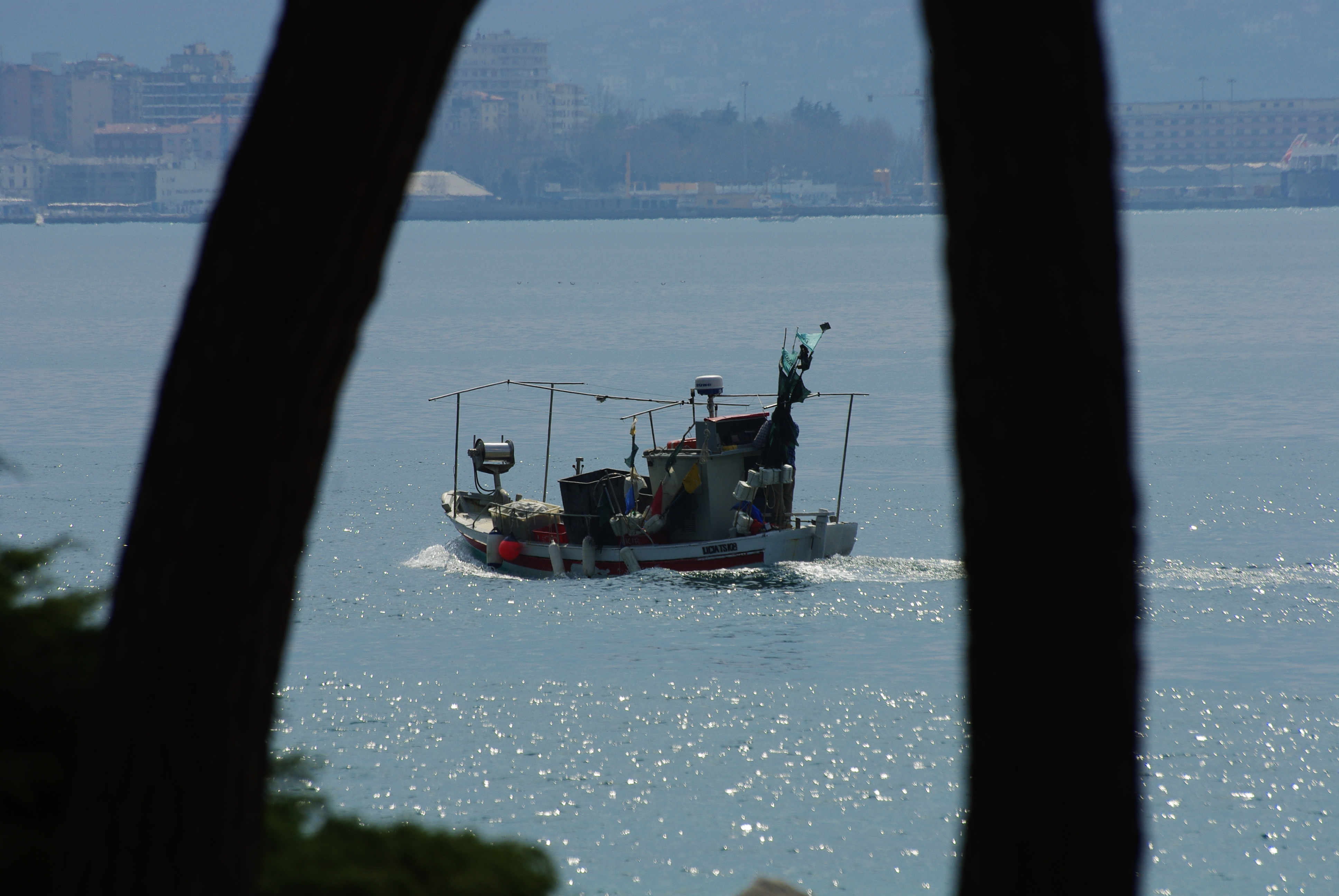
트리에스테의 교외 지역, 바르콜라에서 어업 중인 전문 어선

베네치아 광장 인근 몰로 베네차노(Molo Veneziano)에 어선들이 정박해 있다. 여름 시기 '람파레'(lampare, 대형 램프)가 조업에 사용되고 가을과 겨울에는 '레디 디 포스타'(redi di posta, 소형 어망)가 쓰인다. 트리에스테만은 수정처럼 맑고, 플랑크톤이 거의 없어 영양분도 부족하기에, 어업이 어렵다. 어업 시기는 5월부터 7월이다. 어류의 번식을 위해, 어업은 8월에 금지되고 겨울에는 제한이 된다. 2009년 기준, 도시 내 직업으로서 어부는 200명이 겨우 넘는다. 교외 지역 바르콜라에도 소규모 어항이 존재한다. 생선의 일부는 선상에서 바로 팔리거나 도시의 가게 및 식당으로 배달된다. 시로코(Sirocco)에서만 잡히는 바르콜라 인근 트리에스테만의 독특한 앤초비 (Sardoni barcolani)는 특히 생선 특유의 흰살과 풍미로 찾으며 어부들에게 값비싼 수입원이 되고 있다.

## 교육 및 연구

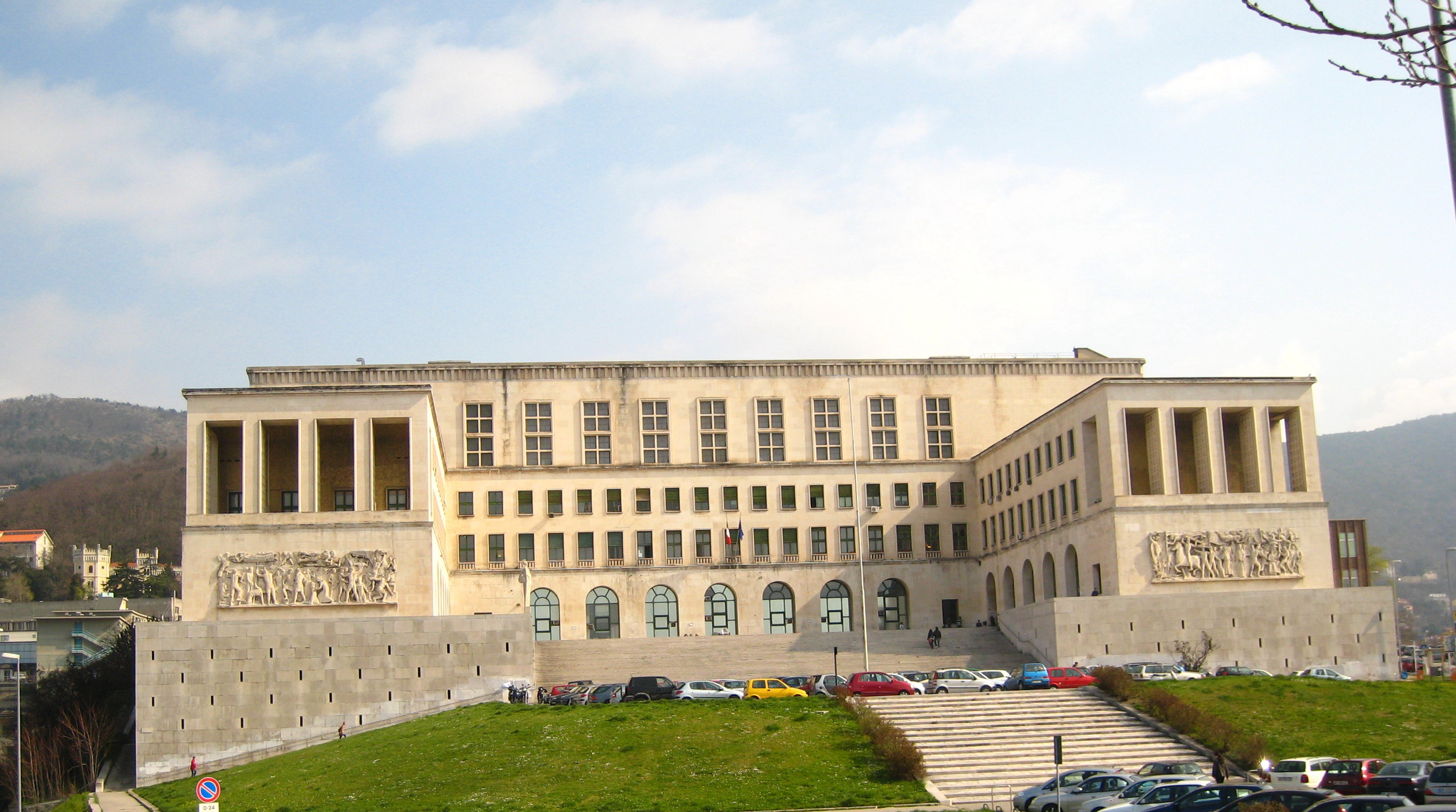
트리에스테 대학교

1924년에 설립된 트리에스테 대학교는 12개 부속 기관을 가진 중소 규모의 공립 대학교이다. 현재 등록된 재학생은 약 23,000명이고 교수는 1,000명이다. 트리에스테는 또한 수학, 이론 물리학, 신경 과학 분야 교육 및 연구 기관 목적의 대학원인 트리에스테 국제 고등 학술 연구소 (SISSA)와 트리에스테 MIB 경영대학원 등을 갖추고 있다.
트리에스테 국제 학교, 트리에스테 유럽 학교, 두이노의 유나이티드 월드 컬리지 오브 아드리아틱 등 트리에스테 광역 지역 내 영어로 초등 및 중등 교육 과정을 제공하는 국제 학교 세 곳이 존재한다.

국제 이론 물리 센터 (로고), SISSA, 국제순수 및 응용물리학연맹 등 연구 기관들이 트리에스테와 바르콜라에 위치해 있다.

트리에스테에는 또한 다양한 국내 및 국제 과학 연구 단체들이 존재하기도 한다:
- AREA 사이언스 파크
- ELETTRA - 연구 및 산업 응용을 위한 자유 전자 레이저를 갖춘 싱크로트론 입자 가속기
- 국제 이론 물리 센터 - 이탈리아 정부, 유네스코, 국제 원자력 기구 (IAEA) 등 3자 협의에 의해서 운영
- 트리에스테 천문 관측소,
- 이탈리아 국립 해양 및 실험 지구 물리학 연구소 (OGS) - 해양 및 지구 물리학 연구 수행
- 국제 유전·생명 공학 센터 - 국제 연합의 개발도상국의 지원을 위한 유전 공학·생명 공학 연구 및 교육 센터
- ICS-UNIDO,  국제연합 공업 기구의 재생에너지, 바이오연료, 약용 식물, 식품 안전, 지속가능한 발전 등 분야 연구 센터
- 카르소 우주 광학 고등 연구소
- 세계 과학 아카데미 (TWAS),
- 국제한림원연합회,
- 국제순수 및 응용물리학연맹 (IUPAP)
- 이탈리아 국립 핵물리학 연구소 (Istituto Nazionale di Fisica Nucleare)
- 해양 생물 연구소 (Laboratorio di Biologia Marina),
- TASC 기술 및 나노 과학 연구소
- 트리에스테 대학 식물원, 트리에스테 시립 식물원.

트리에스테는 업 교육과 기술 개발의 중심지이기도 하며 제네랄리 그룹의 제네랄리 아카데미와 일리카페의 커피 대학 (Università del Caffé) 등을 운영하고 있다. 이 컴피턴스 센터는 전세계의 사람들을 교육시켜 뛰어난 커피 문화의 전파 및 연구 개발과 혁신을 위해 1999년에 설립되었다.
연구, 경영, 자금의 결합에 대한 결과로, 트리에스테 내 파생회사의 수가 증가하고 있고(생산 분야에서는 Cimolai, Danieli, Eni, Fincantieri, Generali, Illy, Mitsubishi, Vodafone과 같은 기업들과의 파트너십이 존재) 이탈리아에서 비례적으로 스타트업 수가 가장 많아, 이탈리아의 실리콘 밸리라고 일컬어지고 있다. 인공 지능에 특화된 기업인 뉴랄라(Neurala)는 트리에스테를 유럽 연구 센터로 택했다. 트리에스테는 인구 비례로 봤을 때 유럽 내 연구자 비율이 가장 높다. 이들은 높은 삶의 질과 여가를 높이 평가하며, 흔히 말하듯 트리에스테에서는 하루 만에 스키를 타고 바다에서 수영까지 할 수 있다.

### 언론
신문
- 일 피콜로
- 프리모르스키 드네우니크
- '라 가제타 줄리아나'(La Gazzetta Giuliana)

방송
텔레비전
- 'RAI' 프리울리베네치아줄리아
- '텔레 콰트로'

라디오
- 라디오아티비타 트리에스테(Radioattività Trieste)
- 라디오 프라골라(Radio Fragola)
- 라디오 푼토 체로(Radio Punto Zero)

출판
- '아스테리오스 에디토레'
- '린트 에디토리알레'

### 스포츠
이 지역 연고의 축구 팀 트리에스티나는 이탈리아에서 오래된 팀 중 하나이다. 대표적으로, 1947-1948 시즌 이탈리아 프로 축구 1부 리그 (세리에 A)에서 토리노에 우승을 내주며 준우승을 하였다.
트리에스테는 트리에스테 자유 지구 시절 동시에 두 개 국가의 리그에 참여한 축구 팀 두 개가 있던 것으로 유명하며, 냉전의 구분이 만들어낸 도시와 지역의 분단으로 인한 것이었다. 트리에스티나는 이탈리아 1부 리그 (세리에 A)에 참가했었다. 제2차 세계 대전 종전 이후 첫 시즌이 지나고 강등을 당했으나, FIGC는 트리에스티나가 리그에 남아있기를 바라 규정을 손보았다. 다음 해 팀은 3위로 마감하며 최고의 시즌을 보냈다. 한편, 유고슬라비아는 ASD 폰차나라고 하는 트리에스테의 작은 팀을 매입하여, 아마토리 폰차나 트르스트 (Amatori Ponziana Trst)라는 새로운 이름을 부여하고, 유고슬라비아 리그에 3년을 뛰게 했다. 트리에스티나는 1990년대에 파산하고 말았으나, 재건을 거친 뒤, 2002년 이탈리아 2부 리그 (세리에 B)에서 순위를 유지하고 있다. 폰차나는  "치르콜로 스포르티보 폰차나 1912"라는 이름으로 바꾸었고 최근에는 이탈리아 7부 리그 수준의 프로모초네 프리울리베네치아줄리아 그룹에 참가 중이다.
트리에스테에는 또 유명 농구 팀 팔라카네스트로 트리에스테가 있으며, 보그단 타네비치 감독의 지도 하에 1990년대 전성기를 누렸는데 당시 스테파넬의 대규모 재정적 후원으로 데얀 보디로가, 페르난도 젠틸레, 그레고르 푸치카 등 유럽 농구의 스타 선수들과 계약할 수 있었다. 2017–18 시즌을 마치며, 현재 에우제니오 달마손 감독 및 알마의 후원을 받고 있던 트리에스테는 14년 만에 이탈리아 최상위 농구 리그인 레가 바스켓 세리에 A로 승격했다.
다수의 요트 클럽들이 트리에스테를 연고로 하고 있으며 이 점은 이곳이 요트라는 스포츠에 강한 전통을 가진 데서 비롯했다. 1969년에 첫 개최된 바르콜라나 레가타는 다수의 참가자들이 참여하는 세계 최대의 요트 경주 대회이다.
현지의 스포츠 시설에는 수용 인원 32,500 규모의 UEFA 공인 경기장인 스타디오 네레오 로코, 관람석 7,000명의 실내 스포츠 경기장 팔라트리에스테, 올림픽 규모의 대형 수영장 피스키나 브루노 비앙키 (Piscina Bruno Bianchi) 등이 있다.
1985년 8월 26일, 미국의 농구 선수 마이클 조던이 트리에스테에서 열린 나이키 시범 경기에서 덩크 슛을 너무 강하게 한 탓에 백보드가 부서졌다. 이 백보드가 부서진 유명한 경기에서 선수들이 착용했었고 그들의 사인까지 들어간 유니폼과 운동화 등이 이후 경매에 부쳐졌다 (왼쪽 신발 밑창 속에 있던 작은 유리 조각 포함). 백보드가 부서진 순간은 사진으로 남아 조던의 성공에 있어 중요한 이정표로 흔히 인용된다.
이탈리아에서 역사적으로 가장 성공한 핸드볼 팀 팔라마노 트리에스테가 이곳을 연고로 한다.

### 영화
트리에스테는 여러 차례 영화에서 등장하며, 종종 로케이션 촬영이 이뤄진다. 1942년, 초기 네오레알리스모 영화인 'Alfa Tau!'가 일부 이곳에서 촬영했다.
트리에스테의 영화 관심은 1947년부터 1954년까지 자유 지구 시기에 최고점에 달했으며, '트리에스테 야간열차'와 '외교문서 운반자' 등 외국의 영화들은 트리에스테를 첩보 활동의 온상으로 묘사하였다. '노란 롤스 로이스'(1964)와 더불어 이 영화들은 도시의 이미지를 강대국들 간 다문화가 공존하는 분쟁의 장소로 전달했으며, 이런 묘사는 '카사블랑카'(1943)와 유사하다. 이와 대조적으로 이탈리아 국내 영화 제작자들은 트리에스테를 'Trieste mia!' 및 'Ombre su Trieste' 등을 포함한 여러 애국 영화들에서 의심의 여지가 없는 이탈리아의 도시로 묘사한다.
1963년에 트리에스테는 최초의 국제 공상 과학 영화제(Festival internazionale del film di fantascienza)를 개최했으며, 1982년까지 계속되었다. 사이언스 플러스 픽션 (Science Plus Fiction, 현재는 트리에스테 사이언스픽션 영화제)이라는 이름으로, 2000년에 부활하였다.
'인비저블 보이' (2014)와 그 속편 '뮤턴트 워'(Il ragazzo invisibile: Seconda generazione) 같은 영화와 TV 드라마 'La Porta Rossa' 등을 통해 트리에스테에 대한 관심이 다시 솟아나고 있다.

## 트리에스테 요리

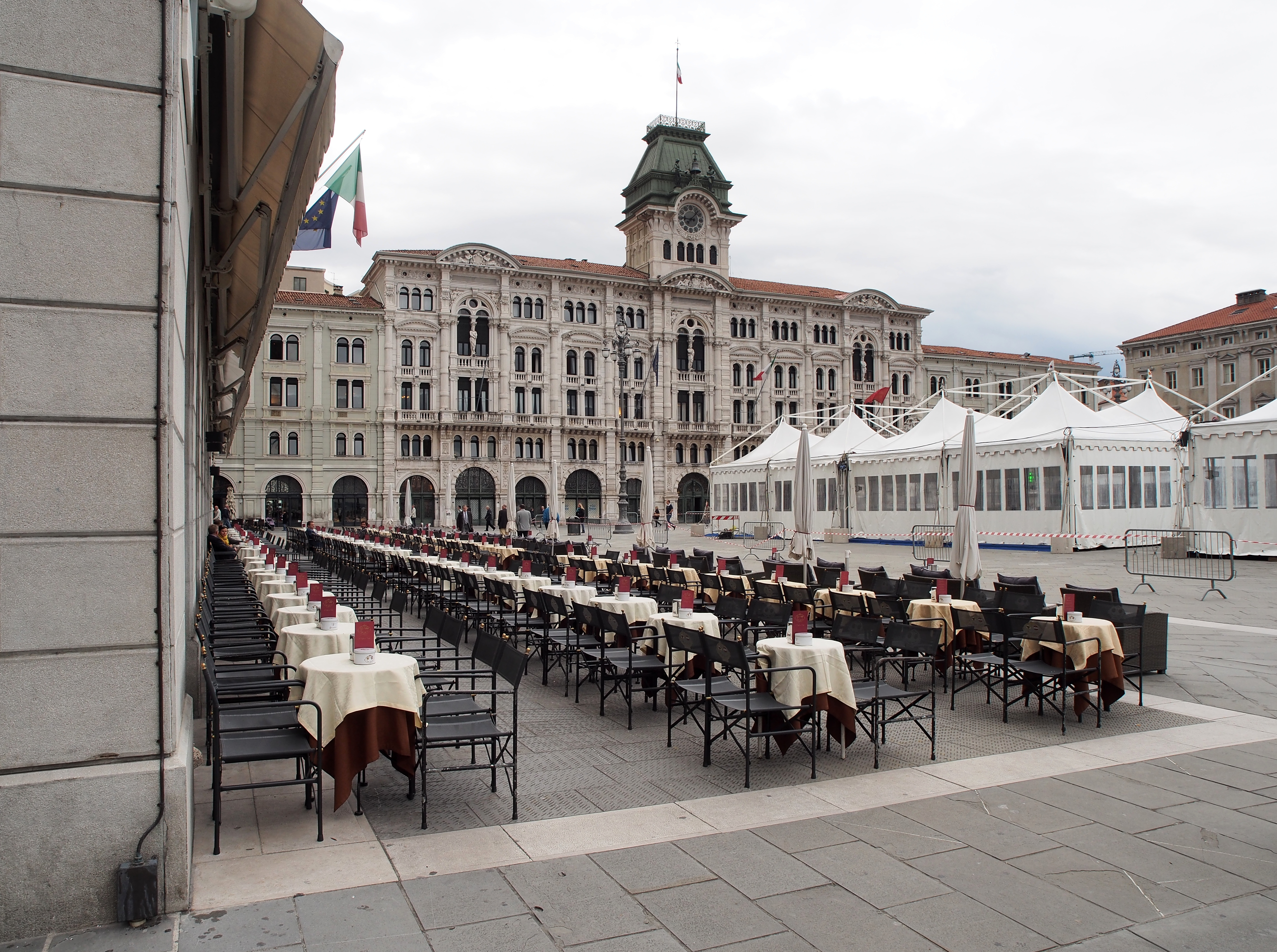
Caffe degli Specchi는 1839년 트리에스테에서 문을 열었다.

현지 음식은 도시에 거주하는 다양한 민족 집단들의 영향을 받았으며, 특히 중부 유럽 민족들의 영향을 많이 받았다. 전통 메인 코스 요리에는 요타. 미네스트라 데 비시 사파카이(minestra de bisi spacai, 완두콩 스튜), 로톨로 디 스피나치 인 스트라차(rotolo di spinaci in straza, 시금치 말이), 사르도니 임파나이(sardoni impanai,  빵가루를 묻힌 뒤 튀겨낸 앤초비), 카푸치 가르비(capuzi garbi, 사우어크라우트), 카푸치 가르비 인 테차(capuzi garbi in tecia, 가볍게 볶은 사우어크라우트), 비엔나 소시지, 굴라쉬, 체바피, 프리토 미스토(frito misto, 생선튀김) 등이 들어간다. 인기 있는 디저트는 프레스니츠(presnitz), 트리에스테 파베 (fave), 티톨라(titola), 크로스톨리(crostoli), 스트루콜로 데 포미(struccolo de pomi), 구겔후프, 리고연치, 트리에스터 토르테 (Triester torte) 등이 있다.
카포 트리에스티노(Capo Triestino, 또는 capo in B, capo in bicchiere 등)는 트리에스테의 특별한 커피로 여겨진다. 유리컵에 담긴 이 조그마한 카푸치노는 보통 바에서 마신다. 프로세코 포도주는 100 가지가 넘는 변형 형태로 제공되며, 프로세코라는 마을이 트리에스테 지역자치단체 경계 내에 위치해 있다.

## 교통

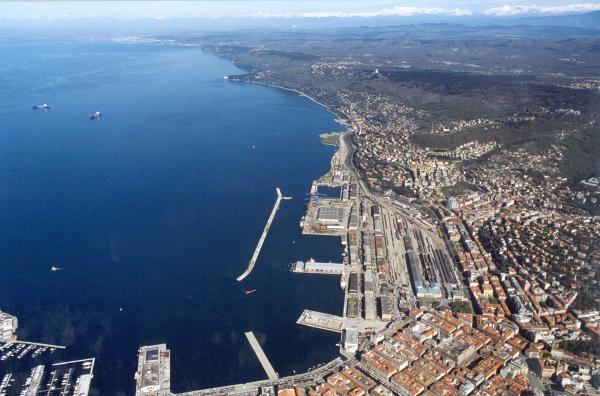
베키오 항구, 트리에스테 첸트랄레역 역시 보인다

### 해상 교통
트리에스테의 해양적 위치와 오스트리아 제국 (이후 오스트리아-헝가리 제국)의 일부로서 과거 장기간 누린 지위는 트리에스테항을 중부 유럽의 내륙의 상당 지역에 있어 중요한 교역 항구가 되도록 하였다. 19세기에 들어 포르토 누오보로 알려진 신 항구 구역이 도시 중심부에서 북동쪽에 건설되었다.
대단한 양의 물품들을 컨테이너 터미널, 제철소, 그리고 석유 터미널 등 모두 도시 중심부에서 남쪽에 있는 곳을 거쳐 통과한다. 수많은 경제 침체기를 거치고 나서, 정치권의 변화가 항구를 점진적 성장의 길에 놓이게 하였고, 2007년 기준 선박 물동량 40% 증가를 기록했다.
오늘날 트리에스테항은 이탈리아에서 가장 큰 항구 중 하나이고 조이아타우로에 이 중부 지중해에서 7세대 컨테이선들이 입항할 수 있는 심해 항만이다.

### 철도

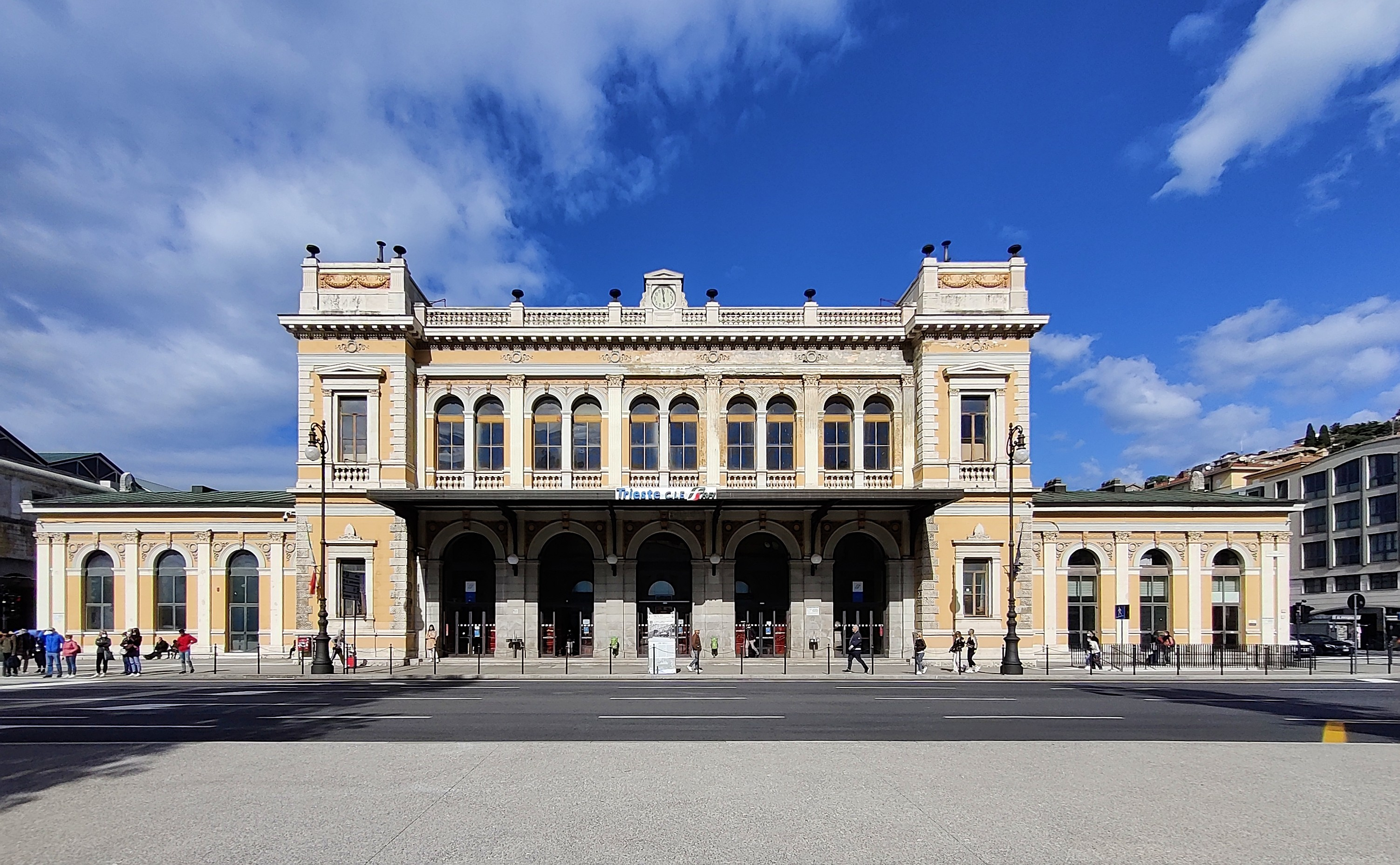
트리에스테 첸트랄레역

철도는 항구의 중요성 및 내륙으로 사람과 물품을 운송해야할 필요성으로 인해 일찍이 트리에스테에 전래되었다. 트리에스테의 최초 철도 노선은  쥐트반으로, 1857년 오스트리아 정부가 건설하였다. 이 노선은 슬로베니아의 류블랴나, 오스트리아의 비엔나, 폴란드의 크라프를 거쳐 우크라이나의 리비우까지 1,400 km (870 mi)에 이르며, 그라츠 인근 제머링 고개를 통과하여 알프스산맥을 가로지른다. 도시 중심부에서 몇 km 떨어진 오피치나라는 마을을 통해 트리에스테로 들어가며, 오피치나가 해발 300 미터 (984 피트) 지점에 있어서 북쪽으로 32 킬로미터 (20 마일)를 우회하며 완만히 내려가다가 트리에스테 중앙역에서 끝난다.
1887년, 오스트리아 제국철도 (독일어: kaiserlich-königliche österreichische Staatsbahnen)는 트리에스테의 신 항구에서 흐르펠레코지나까지 이어지는 이스트라 철도 새로운 노선 트리에스테–흐르펠리에 철도 (독일어: Hrpelje-Bahn)를 개통했다.  이 새로운 노선의 개통 의도는 쥐트반에 근거한 교통망에 대한 오스트리아 제국의 의존도를 낮추는 데 있었다. 이 개통으로 트리에스테는 본래 역에서 남쪽 지점에 두 번째 철도역이 생기게 되었으며, 트리에스테 산탄드레아(Trieste Sant'Andrea, 독일어: Triest Sankt Andrea)라 불렸다. 두 역은 초창기에 임시 조치로서 리베 철도 (독일어: Rive-Bahn)라는 노선으로 연결되어 있었으며 1981년까지 계속 사용되다가, 5.7-킬로미터 (3.5 mi) 길이의 도시의 동부로 향하는 철도 터널 노선 갈레리아 디 치로발라초네로 대체되었다.
1906년 오스트리아 비엔나에서 예세니체와 노바고리차를 거치는 트란살피나 철도 개통으로, 산탄드레아역은 신설에 규모가 더 큰 트리에스테 스타초네 델로 스타토역(Trieste stazione dello Stato, 독일어: Triest Staatsbahnhof) 후대의 트리에스테 캄포 마르초역이자 현재 철도 발물관으로 대체되었으며. 최초 역은 트리에스테 스타초네 델라 메리디오날레 (Trieste stazione della Meridionale) 또는 트리에스테 메리디오날레(Trieste Meridionale , 독일어: Triest Südbahnhof)가 되었다. 이 노선도 오피치나를 통해 트리에스테로 들어가나, 해안 쪽 남쪽으로 비교적 짧은 우회로를 택했다. 항만에서 이어지는 화물 철도에 북부 이탈리아와 헝가리 부다페스트로 향하는 컨테이너 운송 노선이 포함되며 오스트리아 잘츠부르크와 독일 프랑크푸르트로 향하는 롤링 하이웨이 (차량을 열차에 실어 옮기는 복합 운송) 서비스도 운영된다.
트리에스테와 베네치아, 베로나, 토리노, 밀라노, 로마, 피렌체, 나폴리, 볼로냐 사이를 잇는 도시 간 열차와 고속열차 등이 존재한다. 오피치나와 류블라나 사이를 잇는 여객 열차도 운영되고 있다.
특별한 경우에, Fondazionefs가 운영하는 Venezia Santa Lucia-Trieste Centrale route에 옛 ETR 252 "Arlecchino"가 운영된다. 이 열차는 단 네 대만 제작된 것 중 하나이다.

### 항공 운수

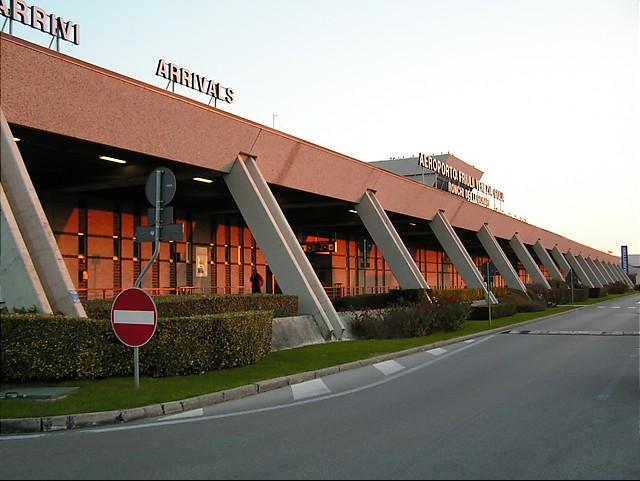
트리에스테 공항

트리에스테에는 트리에스테 공항 (IATA: TRS)이 운영 중이다. 이 공항은 국내 및 국제 공항 역할을 하고 있고 철도 및 고속도로망과 완전히 연결되어 있다. 트리에스테 공항역은 425 미터 길이의 구름다리를 통하여 여객 터미널을 베네치아-트리에스테역과 직접적으로 연결하고 있다. 16개 승강장을 갖춘 버스터미널과 500대 규모의 다층 주차장, 1,000대 규모의 주차장이 설치되어 있어, 대중 및 개인 차량이 A4 트리에스테–토리노 고속도로에 신속히 접근할 수 있다. 팔마노바 인근 분기점에서, A4 고속도로가 우디네 및 타르비시오를 통해 오스트리아의 쥐트 아우토반 (A2)과 연결되는 아우토스트라다 A23로 접한. 남쪽 방향으로, 이 고속도로는 또한 슬로베니아의 A1 고속도로와 원활하게 연결되며, 이를 통해 크로아티아 헝가리, 발칸반도 지역의 고속도로망과도 연결된다.

### 현지 교통

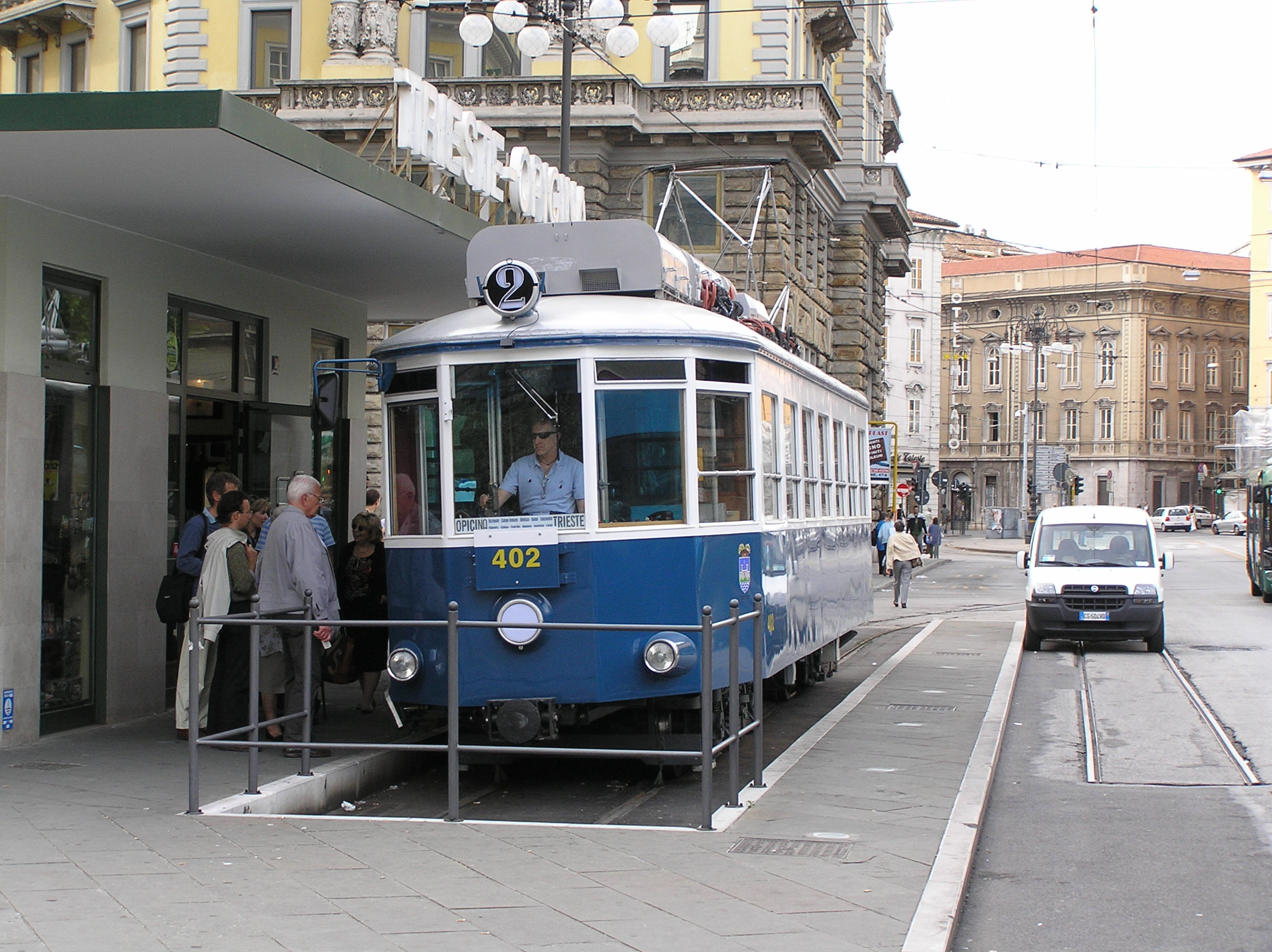
오피치나 트램

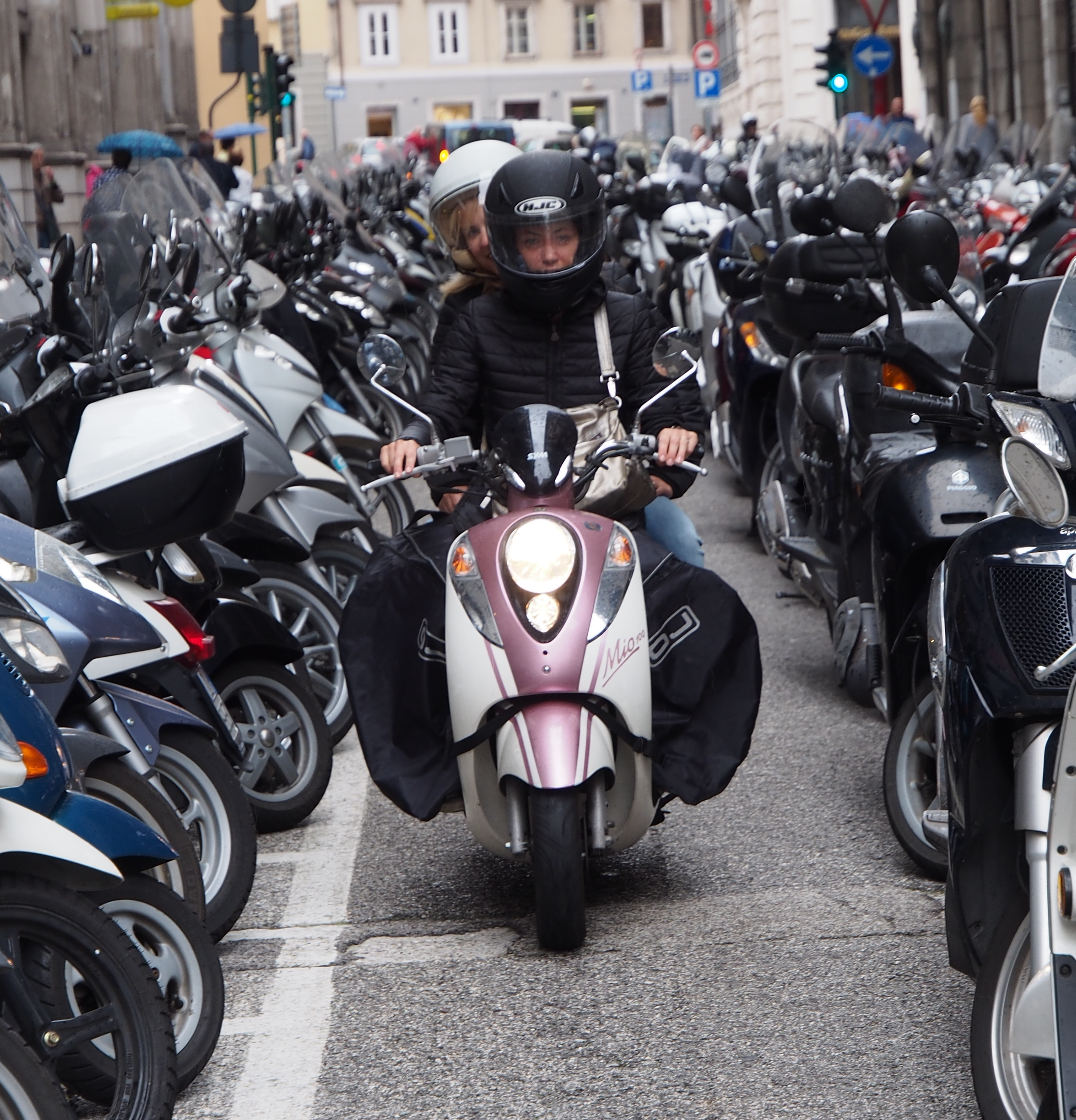
트리에스테에서 개인 교통 수단으로 쓰이는 스쿠터.

현지의 대중교통은 TPL FVG의 일부인 트리에스테 트라스포르티(Trieste Trasporti)가 운영하고 있으며, 약 60개의 버스 노선과 2개의 페리선 노선으로 이뤄져 있다. 또한 노면전차와 강삭 철도를 오가는 혼합 대중 교통 수단인 오피치나 노면전차도 운영 중이며, 도심과 오피치나 사이를 한층 더 직접적인 연결을 제공하고 있다.

## 국제 관계
트리에스테는 중부 및 동남부 유럽 국가들 간 협력기구 중앙유럽 이니셔티브의 사무국 역할을 하고 있다.
최근 들어, 트리에스테는 2017년 서발칸 정상회의, 2013년 이탈리아-러시아 (레타-푸틴) 정상회담, 2008년 이탈리아-독일(베를루스코니-메르켈) 정상회담, 2004년 G7 교육장관 회담, 2009년과 2001년 각 G8 외무 및 교육 장관 회담 등 다수의 고위급 정상 회담 개최지로 택해지고 있다. 2020년 12월, 트리에스테에서 이탈리아, 크로아티아, 슬로베니아 등 배타적 경제 수역 경계 결정을 위해 외무부 장관들의 회동이 개최되었다. 2020년, 트리에스테는 유로싸이언스 수도 선정지 후보에 올랐다. 2001년 8월, G20 혁신 및 연구 분야 장관 회의가 개최됐다.

### 자매 도시
트리에스테는 다음과 자매 도시를 맺고 있다:
- 레바논 베이루트 (1956)
- 카메룬 두알라 (1971)
- 오스트리아 그라츠 (1973)[150]
- 브라질 산투스 (1977)
- 영국 사우샘프턴 (2002)
- 프랑스 르아르

## 같이 보기
- 트리에스테 자유 지구
- 바티스카프 트리에스테 - 스위스가 설계하고 이탈리아가 제작한 심해탐사선